# Hatshepsut
Hatshepsut (Tebe, 1513/1507 a.C. circa – 16 gennaio 1458 a.C.) è stata una regina egizia, quinta sovrana della XVIII dinastia.
Fu la seconda donna a detenere con certezza il titolo di faraone dopo Nefrusobek della XII dinastia (ca. 1806 - 1802 a.C.). Anche altre donne potrebbero aver regnato, da sole o come reggenti, sull'Egitto: per esempio Neithotep, intorno al 3100 a.C. Fu incoronata nel 1478 a.C. e regnò ufficialmente al fianco di Thutmose III - di cui era zia e matrigna - asceso al trono l'anno precedente all'età di soli due anni. In precedenza, Hatshepsut era stata la "Grande sposa reale", cioè moglie principale e regina consorte, di Thutmose II, padre di Thutmose III. È generalmente considerata dagli studiosi come uno dei migliori faraoni della storia egizia, avendo inoltre regnato molto più a lungo di ogni donna appartenente a tutte le altre dinastie native dell'Egitto. L'egittologo statunitense James Henry Breasted la definì "La prima grande donna della storia di cui noi abbiamo notizia"
Hatshepsut, il cui nome in egizio significa "La prima tra le nobili", fu l'unica figlia di re Thutmose I (regno: 1506 - 1493 a.C. circa) e della "Grande sposa reale" Ahmose. Il suo fratellastro Thutmose II era figlio di Thutmose I e di una sposa secondaria di nome Mutnofret, che portava il titolo di "Figlia del re" ed era forse figlia del faraone Ahmose I (regno: 1549 - 1524 a.C.). Hatshepsut e Thutmose II ebbero una figlia di nome Neferura. Thutmose II ebbe il futuro Thutmose III (1479 de iure/1458 de facto - 1425 a.C.) da una sposa secondaria di nome Iside.

## Primi anni

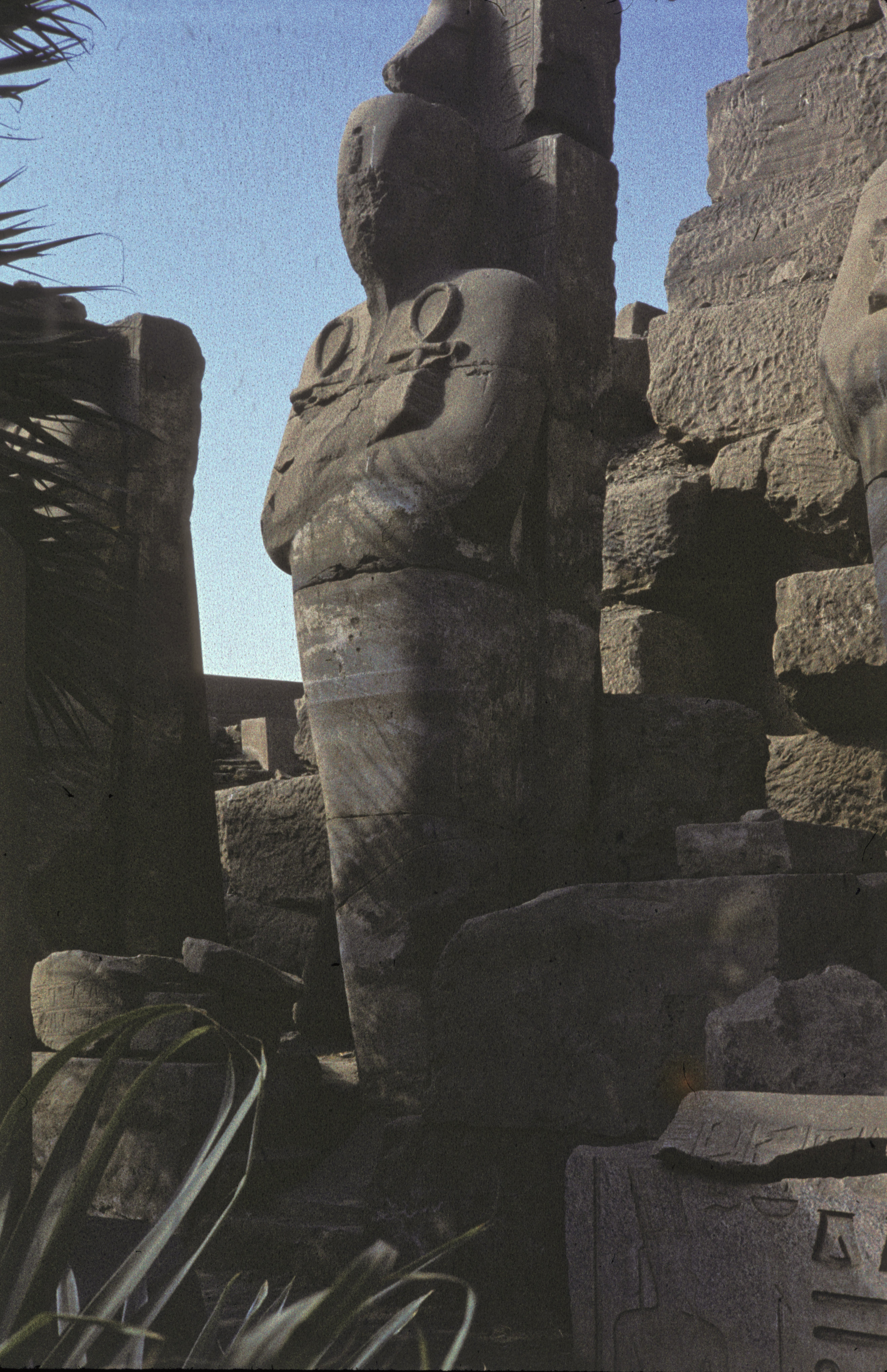
Colosso osiriaco di Thutmose I, padre di Hatshepsut, nella "Sala di Uadjet" del Complesso templare di Karnak. Fotografia del 1959.

### Famiglia
La data esatta della nascita di Hatshepsut è sconosciuta e controversa: si può supporre che abbia visto la luce nell'allora capitale dell'Egitto, Tebe, nel 12º anno del regno di Amenofi I (1525 - 1504 a.C.).
Si ritiene che Amenofi I abbia avuto un solo figlio, il principe Amenemhat, morto durante l'infanzia (anche se altre fonti arrivano a negargli anche questa paternità). Quindi suo successore designato fu Thutmose I, padre di Hatshepsut, apparentemente una figura prominente dell'esercito. Non è chiaro se vi fosse un grado di parentela fra Amenofi e Thutmose; comunque si è ipotizzato che Thutmose potesse esser figlio del principe Ahmose-Sipair, zio paterno di Amenofi I. Amenofi I potrebbe essersi associato Thutmose al trono come coreggente prima di morire, dal momento che il cartiglio del primo appare accanto a quello del secondo su una barca rituale rinvenuta presso il terzo pilone a Karnak. Altri testi sembrano suggerire che Amenofi I si sia associato al trono il figlioletto Amenemhat, prima che questi gli premorisse. In un caso o nell'altro, le evidenze archeologiche sono troppo lacunose per giungere a conclusioni definitive. 

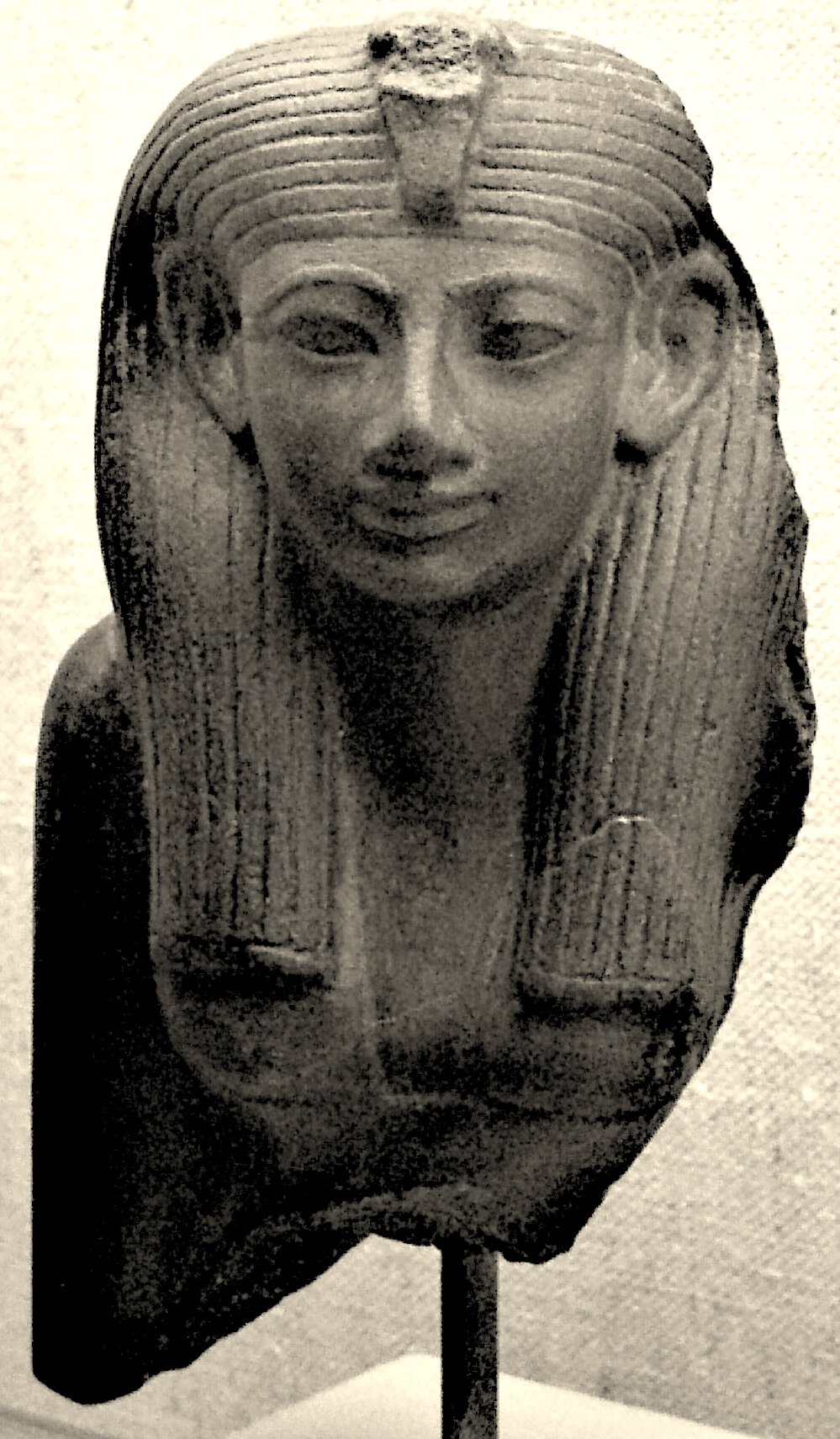
Statuetta di Hatshepsut come "Grande sposa reale" di Thutmose II. Museum of Fine Arts, Boston.

Indubbiamente Thutmose legittimò il proprio diritto a regnare sposando una probabile sorella di Amenofi I, Ahmose, con la quale generò Hatshepsut e sua sorella Nefrubiti. Non è chiaro se i principini Amenmose, Uadjmose e Ramose fossero figli di Ahmose o di una sposa secondaria di nome Mutnofret. Di questi, solo Hatshepsut raggiunse l'età adulta, così come l'altro fratellastro Thutmose, suo futuro sposo e figlio di Thutmose I e della sposa secondaria Mutnofret (a differenza di Amenmose e Uadjmose, questo figlio di Mutnofret è certo).

### Nipote, figlia e sposa di faraoni
Il padre di Hatshepsut, Thutmose I, riuscì a espandere l'impero egizio con un'abilità quasi senza precedenti - nell'arco di soli tredici anni di regno. Questo grande faraone è passato alla storia per essere riuscito a condurre le sue truppe fino a un altro importantissimo fiume dell'antichità: l'Eufrate. Alla sua morte prematura, Hatshepsut era nella posizione migliore per succedere al trono, dal momento che i suoi fratelli erano morti: sembra infatti che Thutmose I l'abbia appuntata come sua erede. Questa sua volontà sulla successione non fu tuttavia esaudita, poiché il trono passò a Thutmose II il quale, a differenza di Hatshepsut, era di sangue reale solo da parte di padre: a ben vedere, l'autentica erede, in linea di sangue, dei fondatori della XVIII dinastia era la regina Ahmose, figlia dell'eroico liberatore del Paese, re Ahmose I, e appunto madre di Hatshepsut. Hatshepsut dovette accontentarsi di diventare "Grande sposa reale" del fratellastro, il che costituì forse un duro colpo al suo orgoglio. 

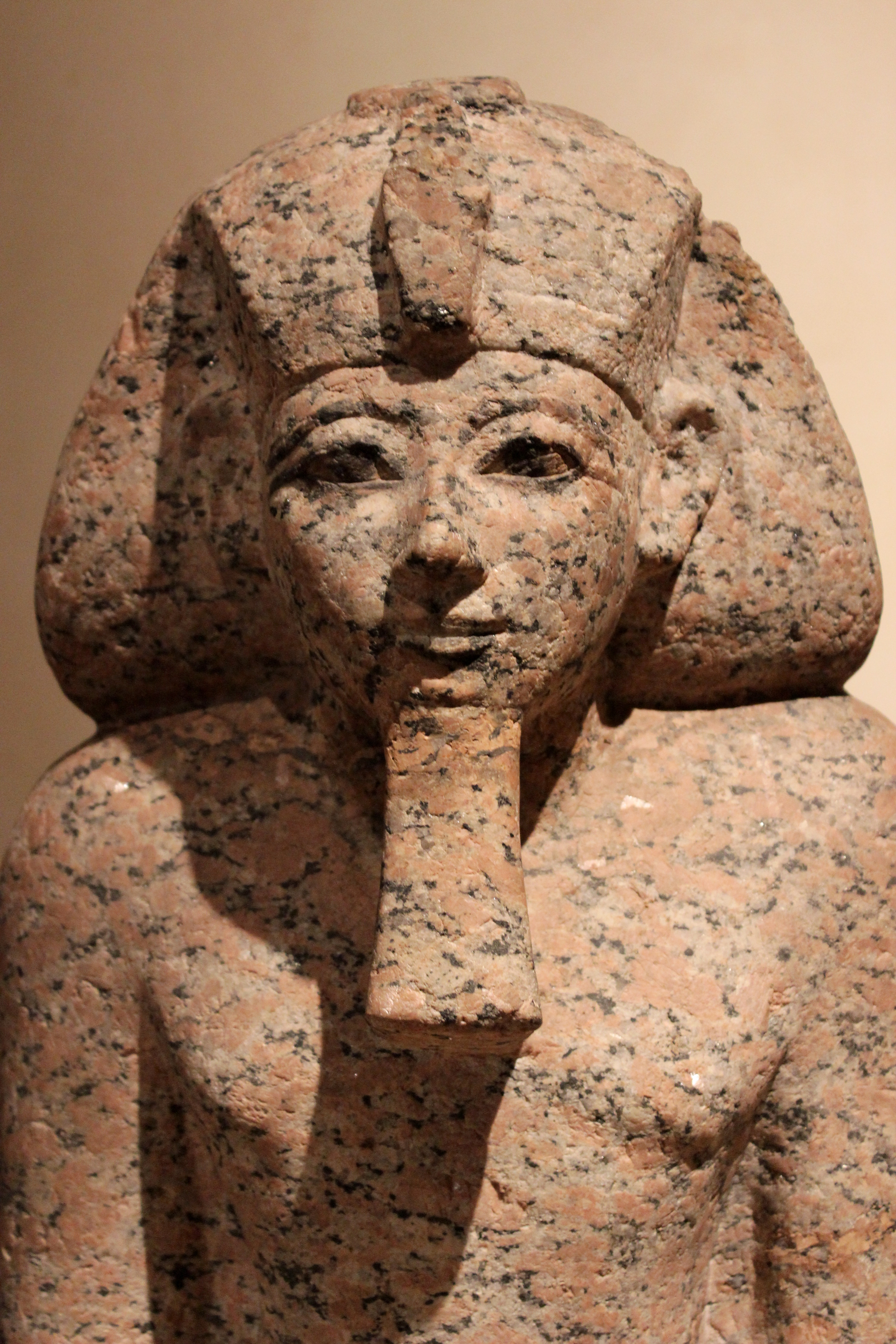
Statua di Hatshepsut con gli attributi faraonici (la barba posticcia, l'ureo) e il copricapo khat. Ägyptisches Museum und Papyrussammlung, Neues Museum, Berlino.

La giovane regina era discendente diretta dei grandi faraoni che avevano liberato l'Egitto dagli antichi occupanti hyksos; portava anche il titolo eccelso di "Divina Sposa di Amon", che la segnalava come portatrice del sangue della veneratissima regina Ahmose Nefertari, sua nonna o bisnonna, allora già deificata. Thutmose II si rivelò un sovrano scialbo e debole, perfino malfermo di salute, e non lasciò segni della propria personalità. È verosimilmente in questo periodo che attorno alla forte personalità di Hatshepsut si sarebbe radunata una cerchia di sostenitori abili e potenti come Hapuseneb e Senenmut.

### Thutmose III: scalata di Hatshepsut al potere
Il gracile Thutmose II regnò brevemente, forse solo tre anni, spegnendosi in giovane età. Quando morì, il terzo giorno del primo mese di Shemu - cioè a febbraio - del 1479 a.C., forse non ancora trentenne, i suoi unici due figli oggi conosciuti erano ancora in tenerissima età. Come si era già verificato nella generazione precedente, la "Grande sposa reale", Hatshepsut, non aveva generato alcun principe ereditario, bensì una figlia: ciò comportò una crisi di successione, così descritta dal funzionario Ineni su un muro della sua cappella:
Il principino Thutmose, figlio di Thutmose II e di una semplice concubina o sposa secondaria di nome Iside divenne il nuovo faraone Menkheperra Thutmose, oggi noto come Thutmose III. Non doveva avere nemmeno tre anni: a motivo della sua età, la regina vedova Hatshepsut assunse la reggenza dell'Egitto e posticipò indefinitamente il matrimonio tra il piccolo faraone e la propria unica figlia Neferura, la sola che avrebbe potuto legittimare pienamente il diritto di Thutmose III a regnare. Una situazione del genere non era rara: la storia egizia annoverava già varie regine reggenti, anche se Hatshepsut fu la prima a ricoprire tale incarico senza essere la madre del re. Durante i primi anni di regno di Thutmose III, Hatshepsut preparò una sorta di "colpo di Stato" destinato a rivoluzionare la società tradizionale egizia. Messo da parte il funzionario Ineni, un tempo potentissimo, fra i fautori del regno di Thutmose II, Hatshepsut investì i suoi fedeli Hapuseneb e Senenmut di onori e incarichi prestigiosi. Hapuseneb fu probabilmente il politico più rilevante di questa fase della scalata di Hatshepsut al potere, e riunì in sé le cariche di visir e Sommo sacerdote di Amon. Con essi, la Reggente iniziò un'opera di propaganda tesa a dimostrare come il padre, Thutmose I, l'avesse nominata sua diretta discendente e quindi nel diritto di salire al trono. A coronamento di tale opera di propaganda Hatshepsut si nominò coreggente insieme a Thutmose III attribuendosi quindi tutte le prerogative e i titoli della sovranità. Sulla durata del periodo di coreggenza le fonti sono incerte: secondo alcuni l'atto sarebbe avvenuto dopo soli due anni di reggenza, mentre secondo altri sarebbe da datare al settimo anno di regno.

## Regno

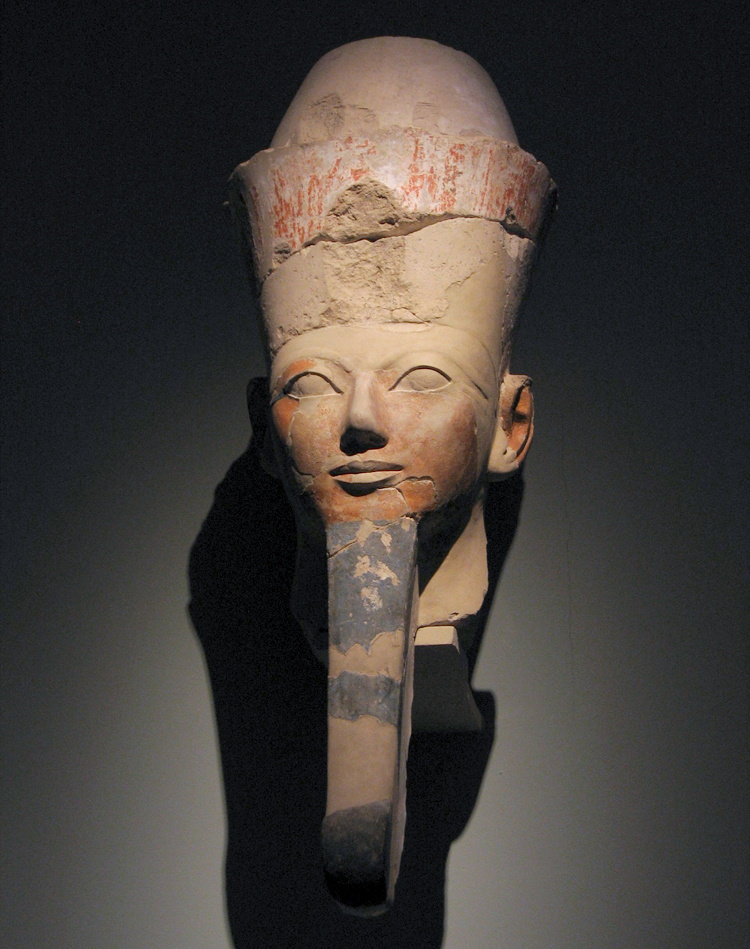
La regina nelle vesti di Osiride

Durante il suo regno Hatshepsut s'impegnò nell'opera, già iniziata dai suoi predecessori, di ristabilire i contatti e l'influenza egizia sui Paesi stranieri, influenza che era venuta meno durante il "periodo Hyksos".
La prima spedizione, 9º anno di regno, nel Paese di Punt, probabilmente situato sulla costa della Somalia, è rimasta documentata dai rilievi del tempio funerario di Deir el-Bahari. La spedizione composta da 5 navi della "lunghezza di 70 piedi" ritornò portando numerosi tesori tra cui mirra e alberi d'incenso che vennero piantati nel cortile del tempio funerario della regina. In un rilievo, proveniente sempre dalla stessa località, rimane anche la grottesca descrizione della regina del paese di Punt riportata come particolarmente corpulenta. Si presume, anche se non ci sono pervenute testimonianze in merito, che durante il regno di Hatshepsut vi siano state campagne militari, o almeno azioni per mantenere i risultati ottenuti dalle campagne di Thutmose I in Nubia, Palestina e Siria. Nel 15º anno di regno la regina celebrò la festa Sed (Heb Sed) che, secondo la tradizione, avrebbe dovuto essere celebrata solamente in occasione del 30º anno di regno.
Prima di assumere il potere regale, tuttavia, per Hatshepsut era stata già predisposta una tomba nello Uadi Sikket Taqa el-Zaide (ad ovest della Valle dei Re), scoperta nel 1916 da Howard Carter e oggi contrassegnata dalla sigla WA D. Sul sarcofago in quarzite gialla, oggi al Museo egizio del Cairo), l'iscrizione: "La principessa ereditaria, grande di favori e di grazia, Signora di tutte le terre, figlia del re, sorella del re, la Grande Sposa e Signora delle Due Terre Hatshepsut". Successivamente, a seguito dell’assunzione del trono, la tomba venne abbandonata e dimenticata.
Secondo una leggenda popolare Hatshepsut sarebbe da identificare con Bithia, la principessa che trovò Mosè galleggiare sul Nilo, ma tale leggenda è stata largamente screditata dagli egittologi e dagli studiosi della Bibbia.

### Nomi
Tra il 3º e il 7º anno di reggenza, Hatshepsut si attribuì tutti i cinque nomi del protocollo reale:
| G5 |

| G5 |

| wsr | s | t · D28 | D28 · D28 |

| wsr | s | t · D28 | D28 · D28 |

| wsr | s | t · D28 | D28 · D28 |

| wsr | s | t · D28 | D28 · D28 |

| wsr | s | t · D28 | D28 · D28 |

| wsr | s | t · D28 | D28 · D28 |

| wsr | s | t · D28 | D28 · D28 |

| wsr | s | t · D28 | D28 · D28 |

| G16 |

| G16 |

| M13 | t | M4 | M4 | M4 |

| M13 | t | M4 | M4 | M4 |

| G8 |

| G8 |

| R8 | t · r · V13 | N28 · D36 | G43 |

| R8 | t · r · V13 | N28 · D36 | G43 |

| M23 · X1 | L2 · X1 |

| M23 · X1 | L2 · X1 |

| N5 | C10 | D28 |

| N5 | C10 | D28 |

| N5 | C10 | D28 |

| N5 | C10 | D28 |

| N5 | C10 | D28 |

| N5 | C10 | D28 |

| N5 | C10 | D28 |

| N5 | C10 | D28 |

| G39 | N5 |

| G39 | N5 |

| i | mn · n | W9 | F4 | A51 |

| i | mn · n | W9 | F4 | A51 |

| i | mn · n | W9 | F4 | A51 |

| i | mn · n | W9 | F4 | A51 |

| i | mn · n | W9 | F4 | A51 |

| i | mn · n | W9 | F4 | A51 |

| i | mn · n | W9 | F4 | A51 |

| i | mn · n | W9 | F4 | A51 |

La sovrana, come tutti i faraoni, era comunemente conosciuta tramite il praenomen Maatkara accostato al nome di nascita Hatshepsut. Benché la forma originale di quest'ultimo nomen fosse Hatshepsut, su numerosi monumenti compare in forme distinte: scrivendolo nella sua interezza (Henemetamon-Hatshepsut), volgendolo al maschile (Hatshepsu) oppure nella grafia Hashepsu. È quindi ben comprensibile la sorpresa degli archeologi che scoprirono l'esistenza di questo faraone-donna presentato come uomo nelle sculture e nei rilievi - ma variamente maschio o femmina nelle didascalie e nei testi di contorno alle immagini. Probabilmente la sovrana sfruttò tali cambiamenti di sesso per aumentare il proprio carattere divino e concentrare nella propria persona il concetto di dualità, estremamente importante nella mentalità egizia.

### Attività militare
A differenza del padre Thutmose I e del proprio successore Thutmose III (che i moderni hanno soprannominato "Napoleone egizio"), abilissimi condottieri, Hatshepsut ha dato agli egittologi l'immagine di una sovrana pacifica, disposta più a devolvere risorse nella costruzione di edifici che nella conquista di nuovi territori; è però certo che dispose non meno di sei campagne militari nel corso di ventidue anni di governo. La maggior parte di queste campagne sembra finalizzata a dissuadere le vicine città, sempre pronte ad attaccare i confini egizi.

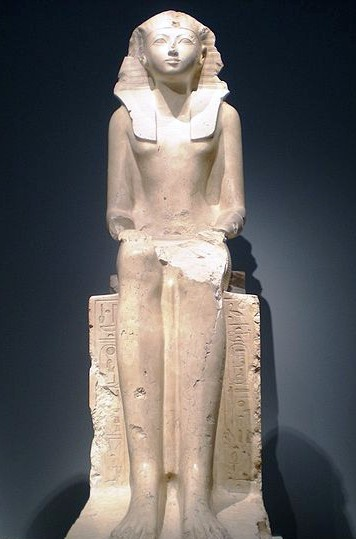
Statua calcarea di Hatshepsut. Metropolitan Museum of Art, New York.

- Prima campagna. Era quasi normale che, alla morte di ogni faraone, i popoli della Nubia aggredissero i confini meridionali dell'Egitto e le fortezze degli avamposti, come provocazione per esaminare la reazione del nuovo monarca. Hatshepsut, che subito dopo la morte di Thutmose II era solo reggente, reagì recandosi alla frontiera e dirigendo il contrattacco[40]. Così la commemora un'iscrizione nel Tempio di Deir el-Bahari:

- Seconda campagna. I nemici, in questo caso, furono tribù siro-palestinesi, le cui continue aggressioni alle frontiere spinsero l'Egitto a contrattaccare. Si ignora la data esatta di questa seconda azione militare del regno di Hatshepsut - ma probabilmente si verificò dopo la sua incoronazione. Quasi sicuramente la sovrana non si mosse dalla capitale.
- Terza e quarta campagna. Ancora contro la Nubia. Non si conosce il motivo che spinse i nubiani a volgersi con tale frequenza contro Hatshepsut, ma le truppe egizie li repressero implacabilmente. La terza campagna fu nel 12º anno di regno della sovrana (ca. 1466 a.C.), la quarta nel 20º anno di regno (ca. 1458 a.C.), ed entrambe si risolsero senza complicazioni. Pare che Thutmose III, allora poco più che ventenne, abbia partecipato alla quarta.
- Quinta campagna. Contro il paese di Mau, nella Nubia meridionale. Si svolse subito dopo la quarta campagna, forse a causa di una coalizione fra i nemici. Esiste la menzione di una caccia al rinoceronte tenutasi durante questa campagna, guidata ancora una volta dal giovane Thutmose III.
- Sesta campagna. Anche in questo caso, Thutmose III - anticipando il suo ruolo di re-guerriero, che durante il suo regno autonomo avrebbe portato a eccellenti risultati - marciò verso la Palestina ed espugnò la città di Gaza, che si era da poco ribellata. L'ultima campagna militare di Hatshepsut si svolse nell'ultimissima parte del suo regno, immediatamente prima che la regina morisse. È facile notare come la sovrana, ormai anziana per la sua epoca, fosse passata in secondo piano, relegata in un ruolo meramente rappresentativo rispetto all'energico nipote, il quale aveva assunto la posizione dominante all'interno della propria curiosa situazione familiare[42].

### Attività edilizia

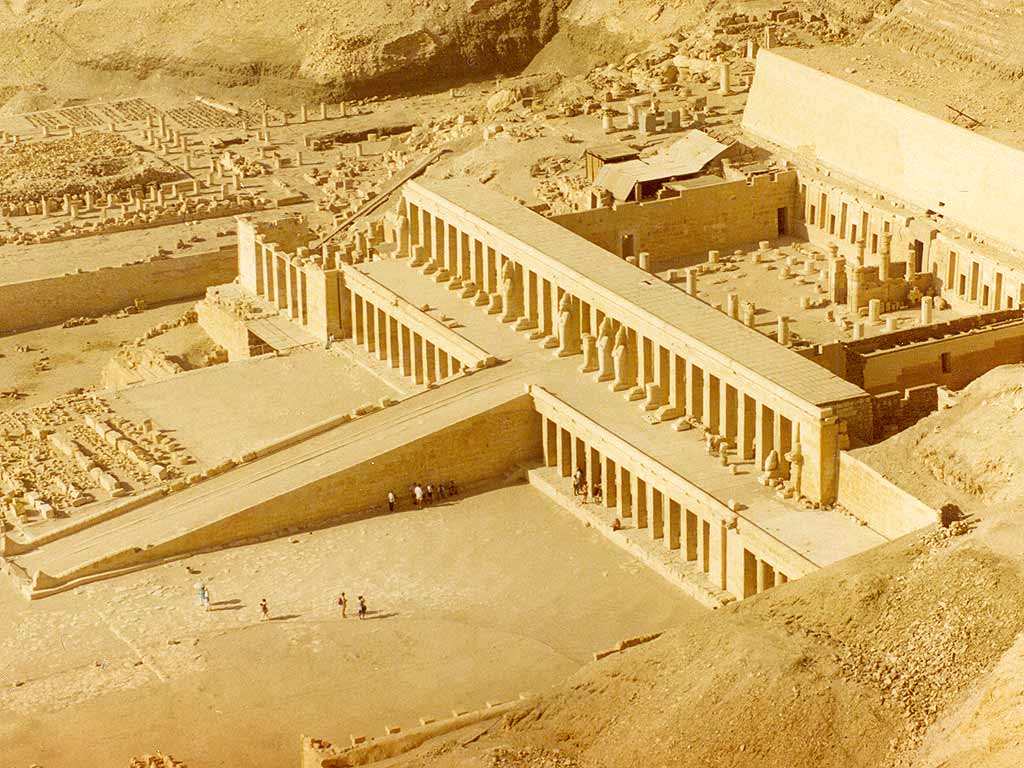
Il monumentale Tempio funerario di Hatshepsut a Deir el-Bahari.

Hatshepsut va annoverata fra i costruttori più prolifici della storia egizia, avendo ordinato la creazione di centinaia di edifici fra l'Alto e il Basso Egitto. Le sue costruzioni erano molto più maestose e numerose di tutte quelle ordinate dai predecessori del Medio Regno. Faraoni successivi a Hatshepsut tentarono di attribuirsi il merito dell'erezione di edifici voluti, in realtà, dalla regina. Hatshepsut incaricò l'illustre architetto Ineni, che aveva già lavorato per suo padre, per suo marito e per il maggiordomo reale Senenmut, primo consigliere della regina. Durante il regno della sovrana si ebbe una produzione statuaria così ricca che praticamente ogni museo di antichità egizie al mondo possiede almeno una scultura di Hatshepsut; per esempio, la "Hatshepsut Room" all'interno del Metropolitan Museum of Art di New York contiene unicamente reperti della sovrana.

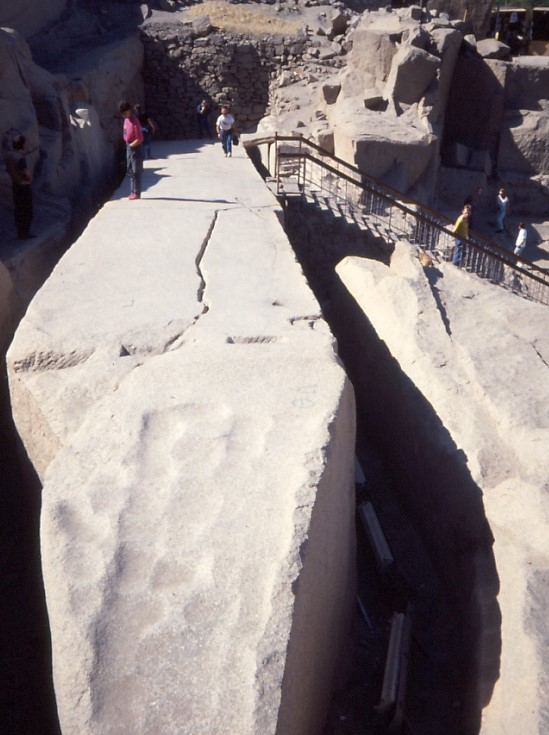
L'Obelisco incompiuto di Assuan: è visibile la crepa che costrinse i costruttori ad abbandonarlo nella cava.

Seguendo la tradizione di gran parte dei faraoni, Hatshepsut abbellì di monumenti il colossale Complesso templare di Karnak. Vi restaurò inoltre il Recinto di Mut, dedicato all'importante dea sposa di Amon, che mostrava ancora i segni delle devastazioni arrecate fino a pochi decenni prima dagli occupanti stranieri hyksos; subì gravi danni anche in epoche successive ad Hatshepsut, quando altri faraoni prelevarono materiali edili per riutilizzarli altrove, spogliando progressivamente la costruzione. Hatshepsut eresse anche due obelischi gemelli, i più alti della loro epoca, all'entrata del Tempio di Karnak, dopo il quarto pilone; uno dei due è ancora in piedi ed è il più alto obelisco conservatosi in Egitto (con i suoi 29,26 m. è il secondo più alto nel mondo dopo quello "lateranense" di Roma), mentre l'altro si è spezzato in due parti ed è crollato. Un altro progetto, la cosiddetta "Cappella Rossa" di Karnak, chiamata anche "Chapelle Rouge", fu edificata per contenere il tabernacolo di una barca sacra e si trovava, forse, fra i due obelischi già menzionati. Fu rivestita di pietra intagliata e decorata con scene raffiguranti eventi significativi della vita della sovrana.

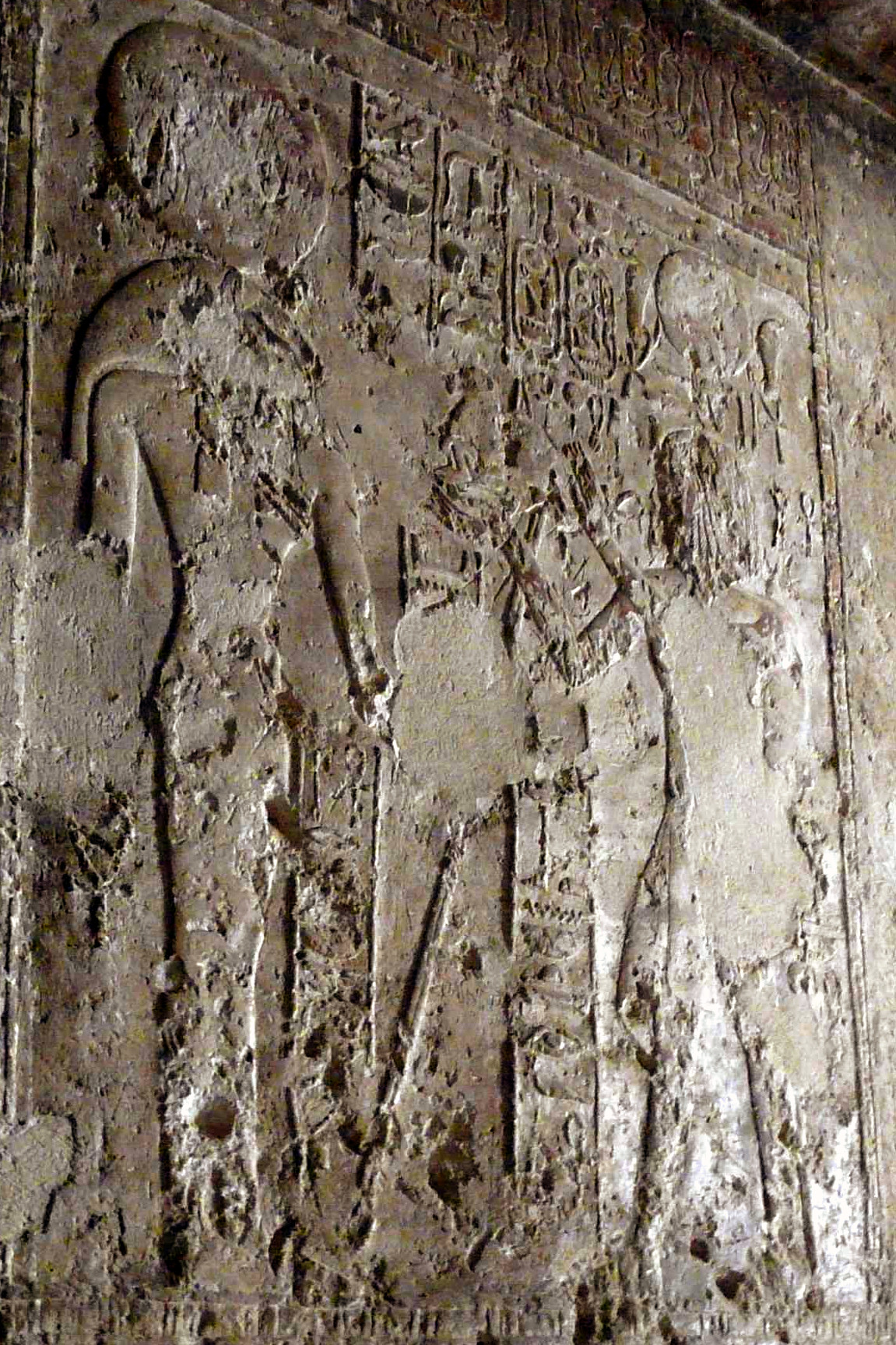
Rilievo raffigurante Hatshepsut (nei cartigli sono visibili i nomi di Seti I - Menmaatra Seti-Merenptah - che si sostituì alla sovrana) intenta ad adorare Pakhet, nel Tempio di Pakhet, noto come Speos Artemidos.

In seguito, ordinò la creazione di altri due obelischi per celebrare il 16º anniversario della sua ascesa al trono; uno di questi obelischi si ruppe mentre veniva intagliato e fu sostituito da un terzo. L'obelisco crepato fu abbandonato nella sua cava ad Assuan, dove si trova tuttora. Noto come "Obelisco incompiuto di Assuan", si è dimostrato utile per comprendere la tecnica utilizzata per la creazione degli antichi obelischi.

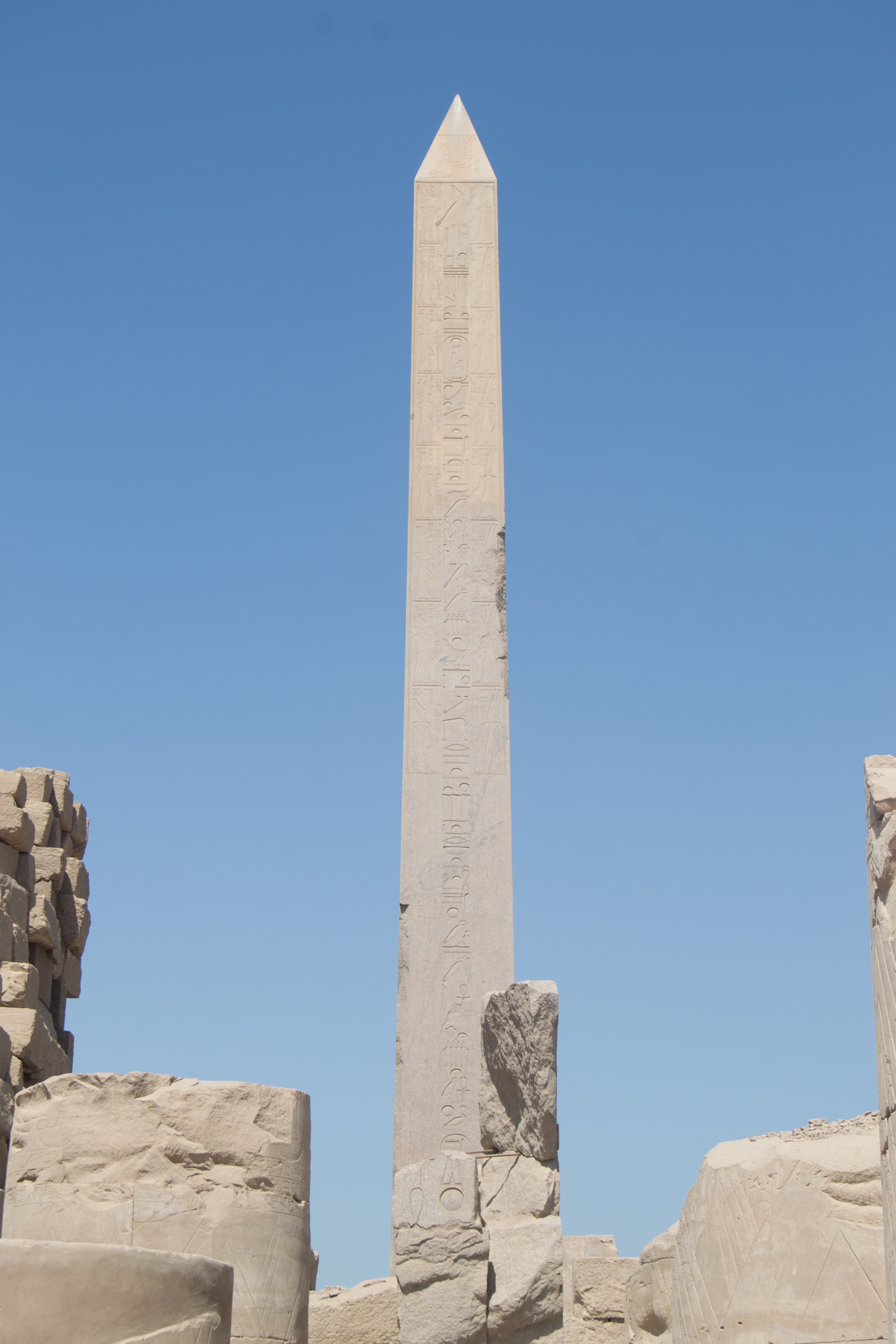
Obelisco di Hatshepsut tuttora eretto a Karnak.

Il Tempio di Pakhet fu costruito da Hatshepsut a Beni Hasan, presso Minya. Pakhet era adorata come forma sincretica di Bastet e Sekhmet, divinità egizie che erano simili tra loro: si trattava di dee-leonesse della guerra, una per l'Alto Egitto e l'altra per il Basso Egitto; Pakhet era identificata con la furia distruttrice del sole estivo e nei Testi dei sarcofagi compare come cacciatrice intenta a scovare le prede nel profondo della notte. Questo tempio rupestre, scavato nella roccia viva sulla sponda orientale del Nilo, fu ammirato nei secoli e soprannominato Speos Artemidos ("Grotta di Artemide", l'omologa dea greca della caccia) durante il periodo tolemaico dell'Egitto. Si ritiene che esistessero molti templi simili in tutto l'Egitto, andati però perduti. Nel tempio era presente anche un architrave inscritto con un lungo testo dedicatorio, cioè una famosa invettiva di Hatshepsut contro la recente occupazione degli invasori hyksos (tradotta dall'egittologo James P. Allen). Gli asiatici hyksos avevano invaso e occupato stabilmente l'Egitto, facendolo sprofondare in un declino culturale che non si risolse che con le imprese e le riforme di Hatshepsut e dei suoi immediati predecessori. Il Tempio di Pakhet fu alterato dopo la morte di Hatshepsut e alcune decorazioni furono riutilizzate da Seti I, della XIX dinastia, nel tentativo di affievolire le tracce dell'esistenza di Hatshepsut.
Seguendo un'usanza comune a tutti i suoi maggiori predecessori, il capolavoro di Hatshepsut fu il suo tempio funerario, che eresse in un complesso a Deir el-Bahari. Il disegno fu progettato e arricchito dall'architetto Senenmut, primo consigliere e braccio destro della regina. Si trova sulla riva occidentale del Nilo, di fronte a Tebe e all'ingresso della Valle dei Re, scelta da tutti i successivi faraoni del Nuovo Regno per le proprie sepolture, emulando in qualche modo la scelta di Hatshepsut. Le architetture da lei volute furono i primi monumenti di questa scala progettati per l'area. Il punto focale del complesso era il Djeser Djeseru, cioè "Sublime dei sublimi" o "Santo dei santi" oppure "Meraviglia delle meraviglie", un colonnato la cui perfetta armonia anticipa di quasi un millennio il Partenone di Atene. Il Djeser Djeseru si trova al vertice di una serie di terrazze che un tempo ospitavano giardini lussureggianti, ricavate sul fianco della scarpata rocciosa che delimita la valle del Nilo e che incombe a strapiombo su tutto il complesso. Il Djeser Djeseru e gli altri edifici che costituiscono il complesso funerario sono considerati un significativo passo avanti nella storia dell'architettura.

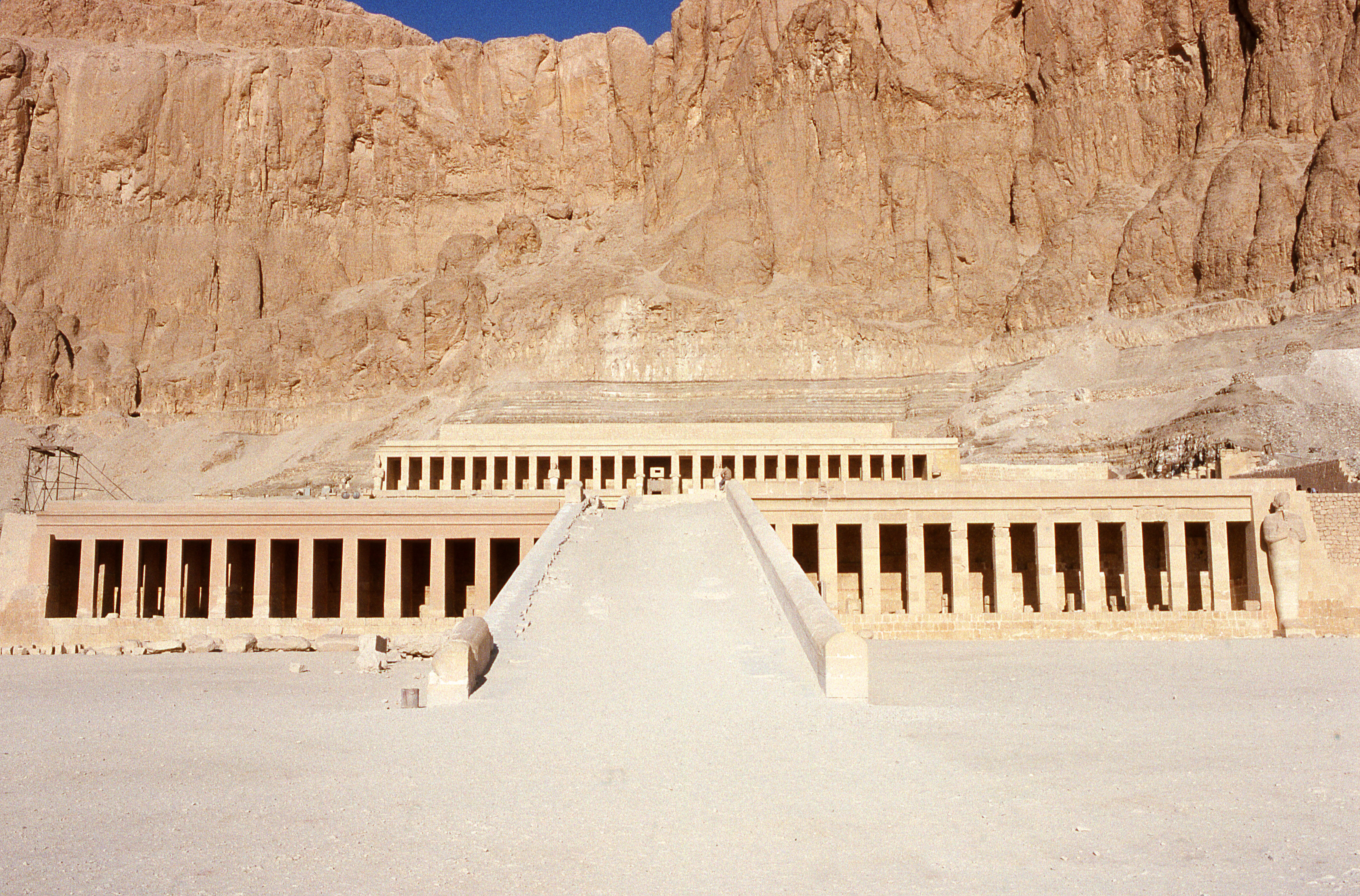
Visione frontale del colossale Tempio funerario di Hatshepsut, con il Djeser Djeseru in cima alle terrazze.

## Mito della nascita divina di Hatshepsut
Uno dei momenti più famosi della propaganda di Hatshepsut è il mito sulla sua nascita, fatto raffigurare dalla sovrana in un ampio ciclo iconografico sulle pareti del Tempio di Deir el-Bahari, per giustificare indiscutibilmente i propri diritti al trono: la composizione delle immagini e dei testi di tale mito avrebbero evocato la consacrazione con la quale il dio Amon, protettore della dinastia, indicato come vero padre di Hatshepsut, l'avrebbe designata a regnare. La narrazione del mistico concepimento e della nascita divina della sovrana si svolge come lo scenario di un dramma suddiviso fra terra e cielo, con numerosi "attori".

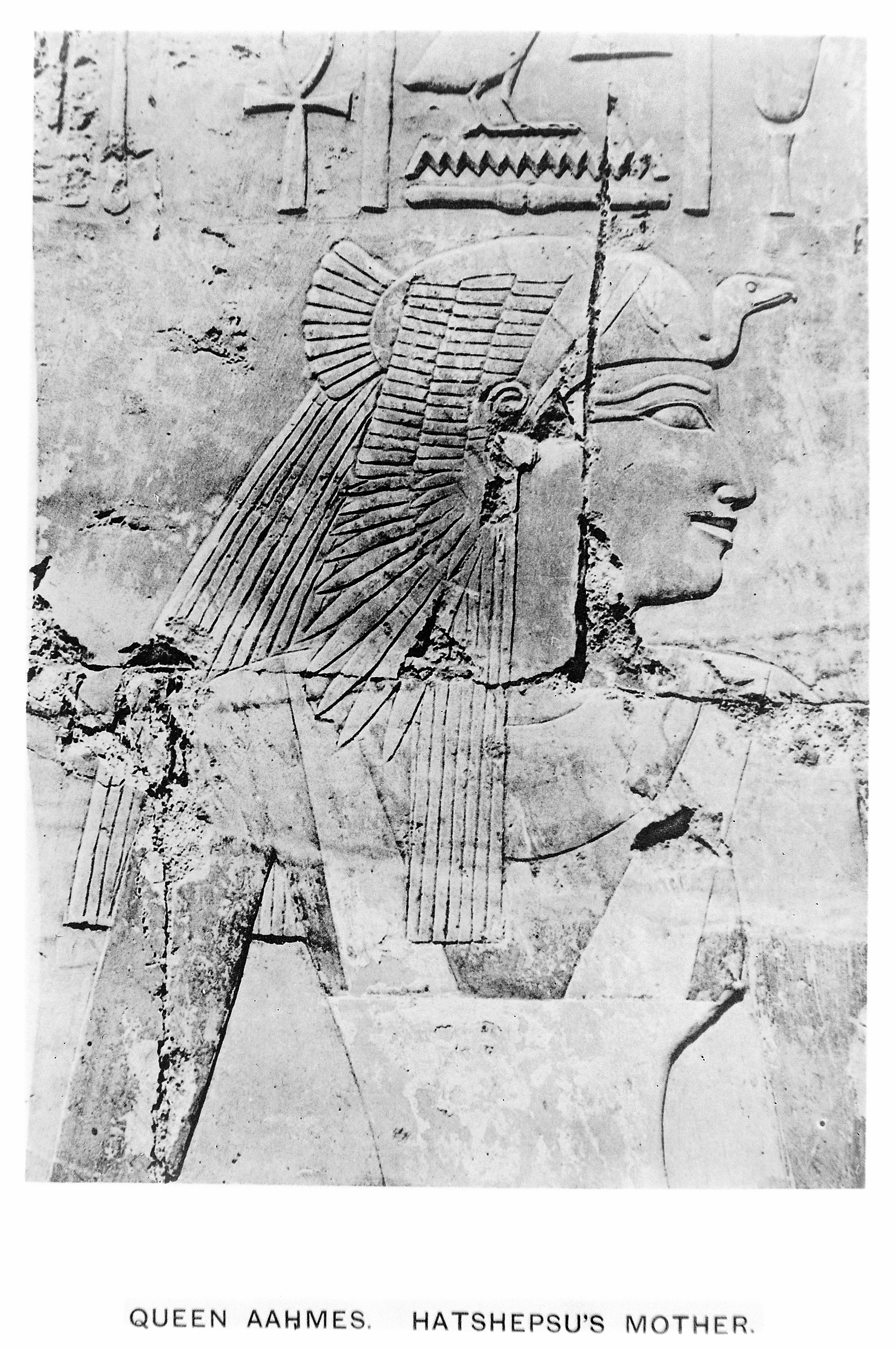
La regina Ahmose in un rilievo nel Tempio di Deir el-Bahari.

### Il dio Amon esprime le sue intenzioni su Hatshepsut
All'inizio del mito compare il supremo dio Amon assiso in trono, intento a consultarsi con dodici deità circa una nascita imminente. La scena si svolge in cielo. Amon dice:
Amon incarica quindi il dio Thot di recarsi sulla terra per osservare la regina Ahmose, futura madre di Hatshepsut, e accertarsi della sua identità. Al suo ritorno, il dio-ibis della sapienza riferisce ad Amon:

### Unione del dio Amon con la regina Ahmose

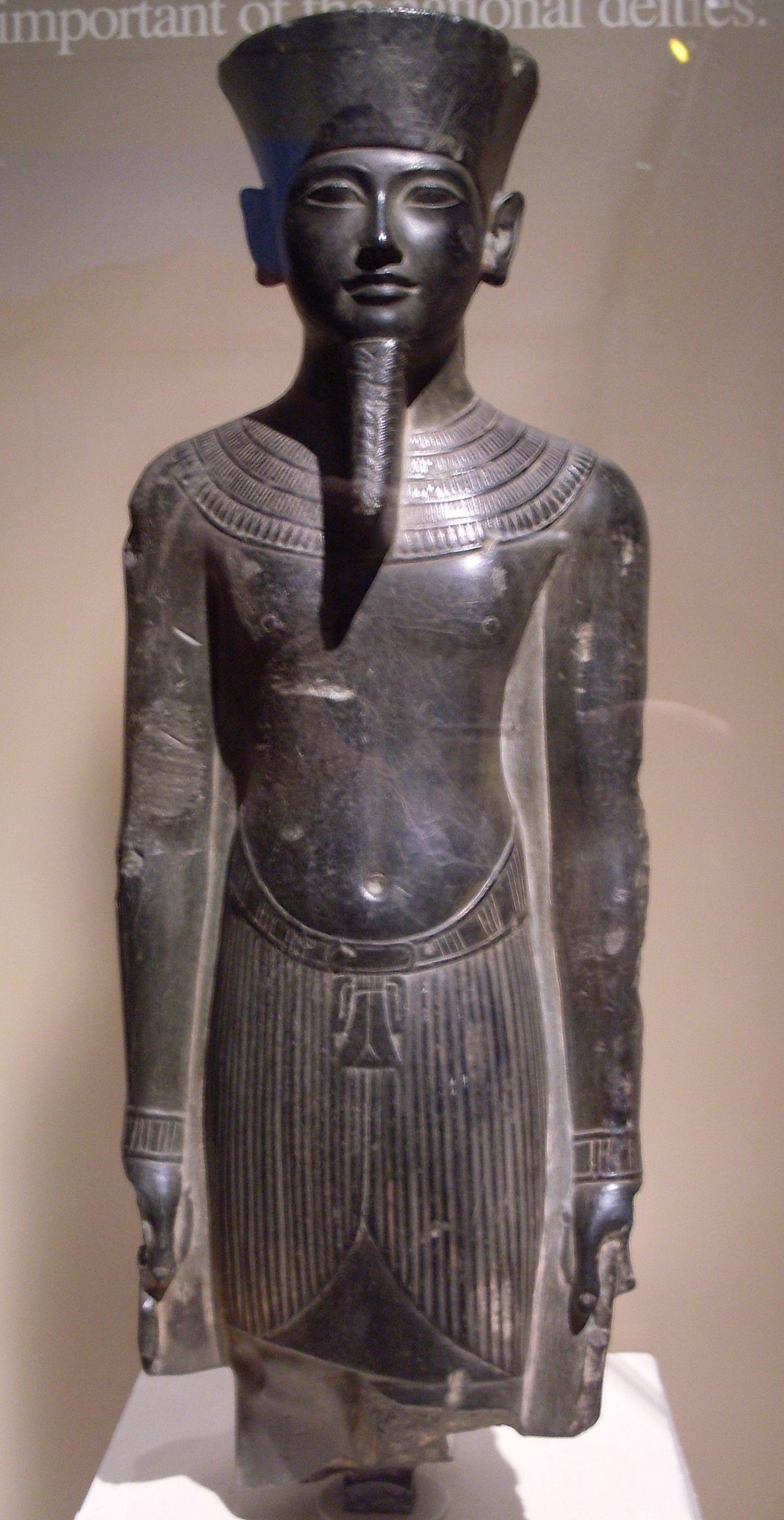
Statua in basalto del supremo dio Amon, che Hatshepsut reclamò come proprio padre carnale. Pennsylvania Museum of Archeology and Anthropology.

Quindi Amon, assunte le sembianze del faraone Thutmose I, si fa accompagnare da Thot sulla terra, introducendosi nottetempo nel palazzo reale (tuttavia, per maggiore chiarezza, i rilievi continuano a raffigurare Amon con il suo solito aspetto di dio). La regina addormentata si sveglia al giungere del dio. L'amplesso tra i due non è mostrato, bensì simboleggiato: Amon e Ahmose siedono uno di fronte all'altra su di un grande letto sostenuto dalle dee Selkis e Neith e lui appoggia al viso di lei il simbolo ankh della vita, mentre la regina gli sfiora delicatamente l'altra mano. Per contro alla sobrietà simbolica delle figure, il testo è permeato di un'accesa sensualità, specialmente a partire dal riconoscimento di Amon da parte della regina inebriata:
Infine, sparendo, il dio dichiara solennemente, riguardo ad Hatshepsut appena concepita:

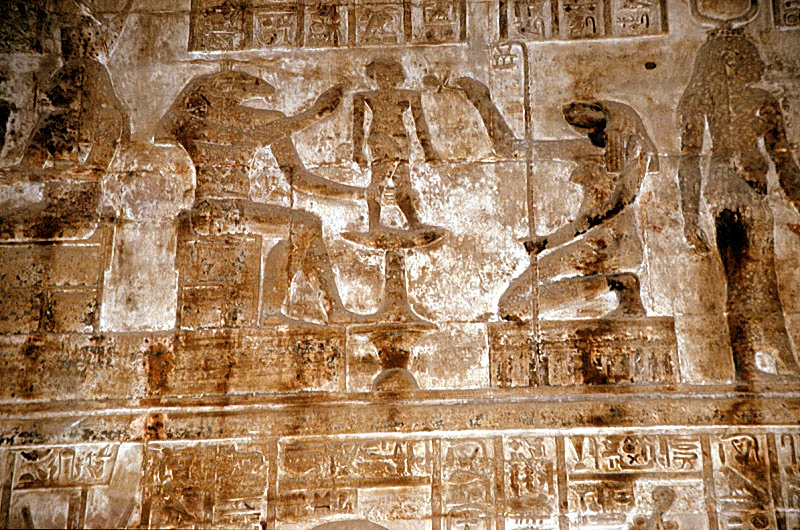
Khnum e Heket intenti a plasmare e dare vita a un nuovo essere umano, in rilievo nel Tempio di Dendera. Questa iconografia, più tarda, ricalca abbastanza fedelmente la scena corrispondente del Tempio di Hatshepsut (dove, però, le figure sul tornio sono due: il corpo e l'anima della futura sovrana).

### Intervento del dio Khnum e della dea Heket
Il mito prosegue con Amon che incarica Khnum, il dio vasaio che si credeva modellasse l'umanità sul suo tornio, di plasmare e dare forma al corpo e all'anima (ka) di Hatshepsut:
Heket, la dea-rana delle nascite, compare in ginocchio davanti al tornio su cui stanno prendendo forma il corpo e l'anima di Hatshepsut, rappresentati come due bambini distinti, e gli avvicina il simbolo ankh della vita al viso, come aveva già fatto Amon con Ahmose nella scena dell'amplesso. Questa scena simboleggia e sintetizza la lenta formazione del feto durante la gravidanza. È interessante notare che entrambe le figure del corpo e dell'anima di Hatshepsut hanno genitali maschili: non è la persona della Hatshepsut storica a essere rappresentata, bensì, come ha sottolineato l'egittologa francese Christiane Desroches Noblecourt, "il titolare della funzione regia e il suo ka", cioè il concetto stesso di "faraone". Più legate alla realtà fisica, però, le forme grammaticali nei testi che accompagnano questo ciclo iconografico sono coniugate al femminile.

### "Annunciazione" ad Ahmose, nascita divina e presentazione ad Amon
Successivamente compare di nuovo Thot - ambasciatore degli dei come l'Ermes greco a cui fu successivamente assimilato - al cospetto della regina Ahmose. In piedi uno di fronte all'altra, Thot allunga il braccio verso la donna (un gesto che nell'arte egizia denota l'atto di rivolgere la parola a qualcuno). Ahmose è ritta in piedi, con le braccia distese lungo il corpo, immobilizzata dallo stupore e dall'emozione. Dopo il salto temporale dei nove mesi della gravidanza, Khnum e Heket si recano a prendere la regina Ahmose per mano, per condurla verso la sala del parto pronunciando benedizioni. Il ventre di Ahmose è delicatamente arrotondato (dettaglio anatomico assai raro nell'arte egizia). Khnum dice alla partoriente:

Così come l'amplesso fra Amon e Ahmose, anche la nascita di Hatshepsut è descritta in modo puramente simbolico. La regina compare seduta su un trono arcaico, con la neonata già in braccio, e il trono si trova sulla sommità di due enormi letti a teste di leone, sovrapposti, mentre, alle estremità della scena, Amon e la dea-utero Meskhenet impartiscono benedizioni. Queste scena occupa 7 metri di parete ed è affollata di divinità, geni, spiriti e balie divine: Amon, Meskhenet, Iside, Nefti, Bes, Tueret, i geni degli antenati e dei punti cardinali, una dea il cui copricapo è un paniere in cui sono stati deposti il cordone ombelicale e la placenta, e molte altre deità. La dea dell'amore e della gioia, Hathor, accoglie Amon che le si è presentato per vedere la sua nuova figlia. Allora il dio, estremamente felice, si stringe la piccola Hatshepsut al petto, la riconosce come sua e la conferma nei suoi diritti regali. Verso la conclusione dell'intero ciclo, compaiono dodici geni accovacciati che tengono in braccio ciascuno un'immagine della neonata; aggiungendo a queste le altre due immagini infantili di Hatshepsut, presenti subito accanto fra le braccia di due nutrici, si raggiunge la somma dei quattordici ka reali che si credeva formassero il complesso ka del faraone in terra. Infine, i due grandi geni del latte e dell'inondazione presentano Hatshepsut ad Amon, il quale, insieme a Thot, la purifica con una brocca d'acqua sacra - per poi presentarla come sua erede alle divinità meridionali e settentrionali.

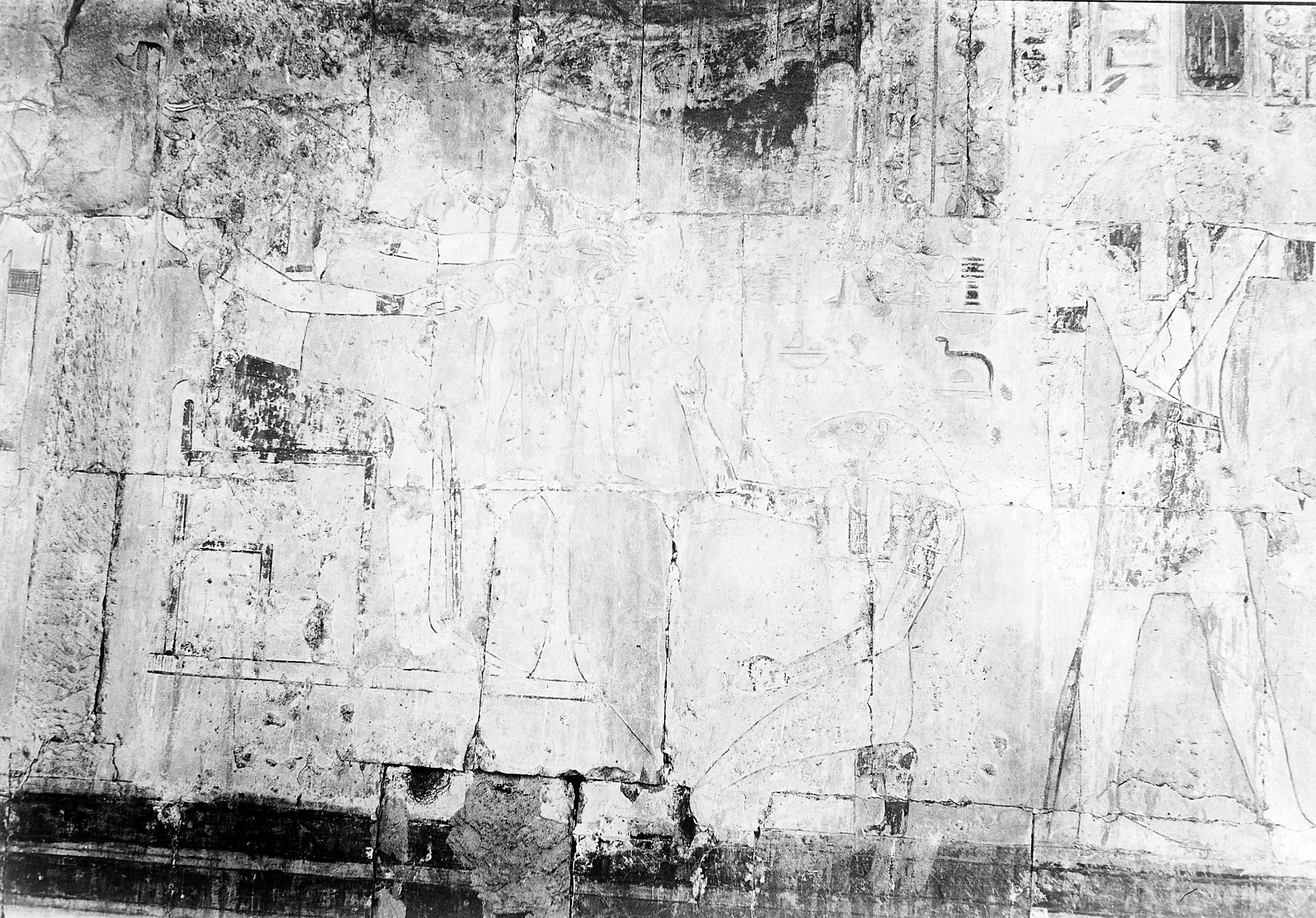
Ciclo del mito della nascita divina di Hatshepsut. Khnum, a sinistra, e Heket, la dea-rana delle nascite, inginocchiata al centro, plasmano il corpo di Hatshepsut e il suo spirito[78].
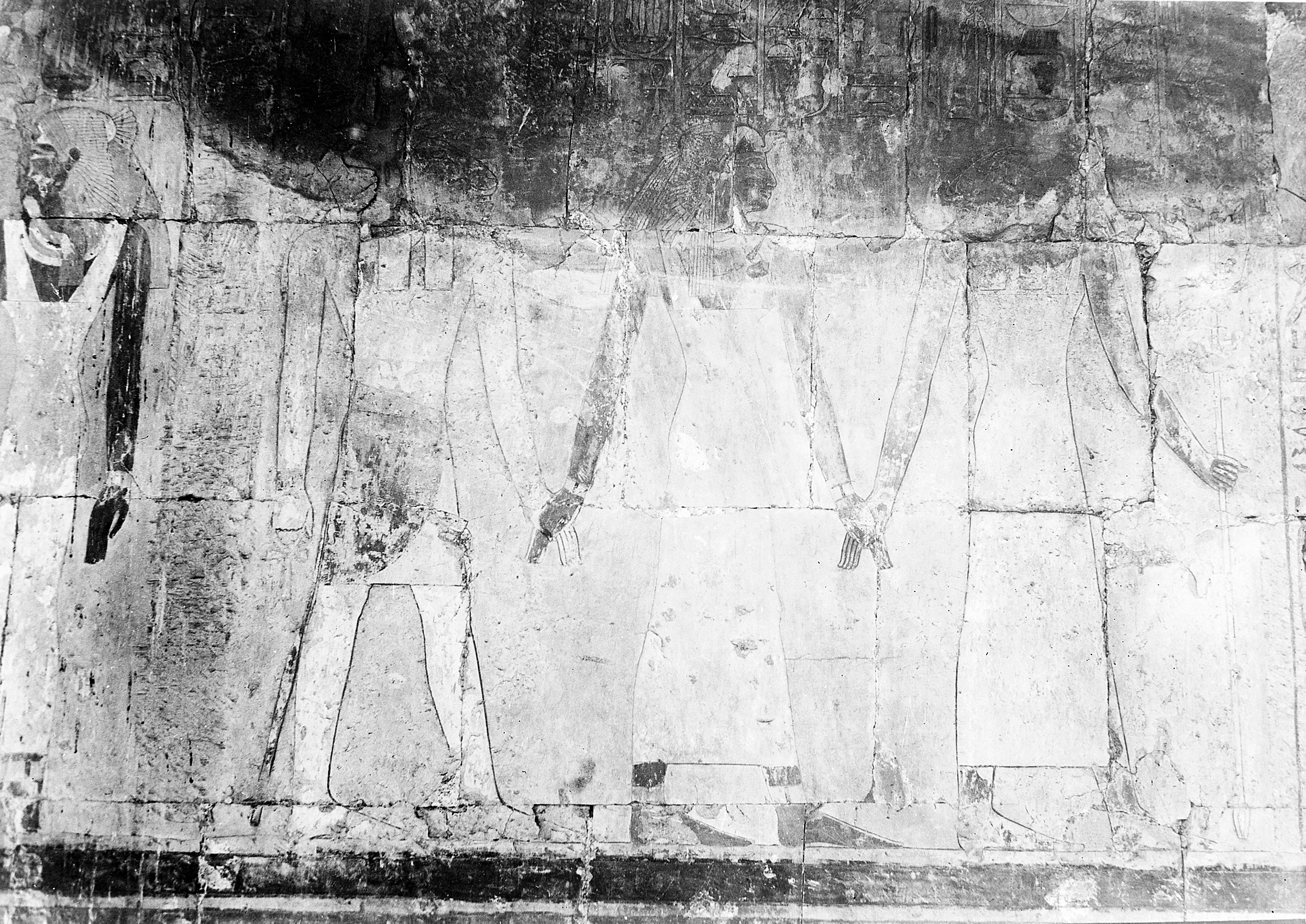
Ciclo del mito della nascita divina di Hatshepsut. Khnum e Heket conducono Ahmose a partorire Hatshepsut[70].
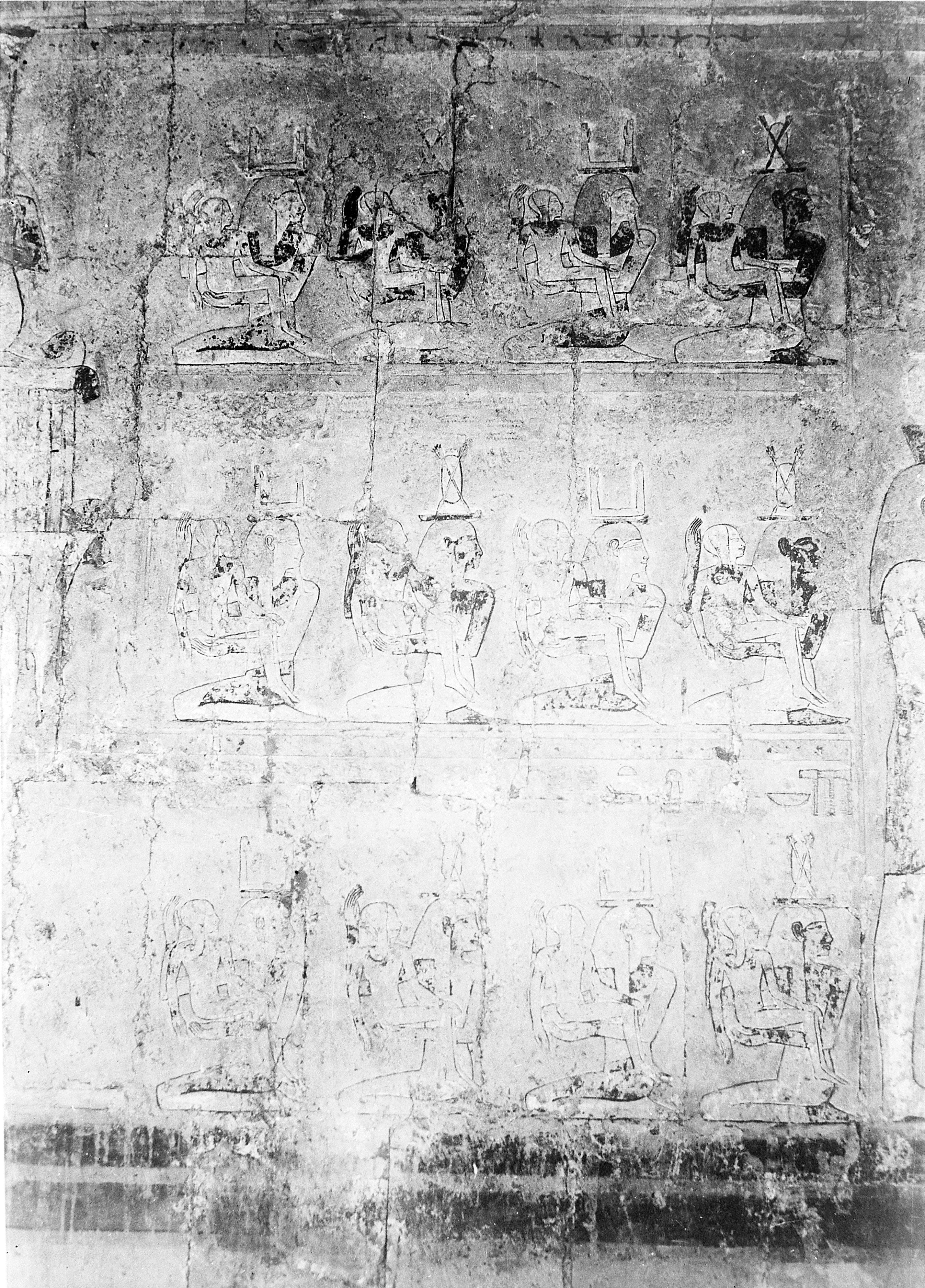
Ciclo del mito della nascita divina di Hatshepsut. La neonata appare in maestà con i suoi dodici ka sotto forma di neonato in braccio a dodici geni con il geroglifico "ka" sul capo[79].
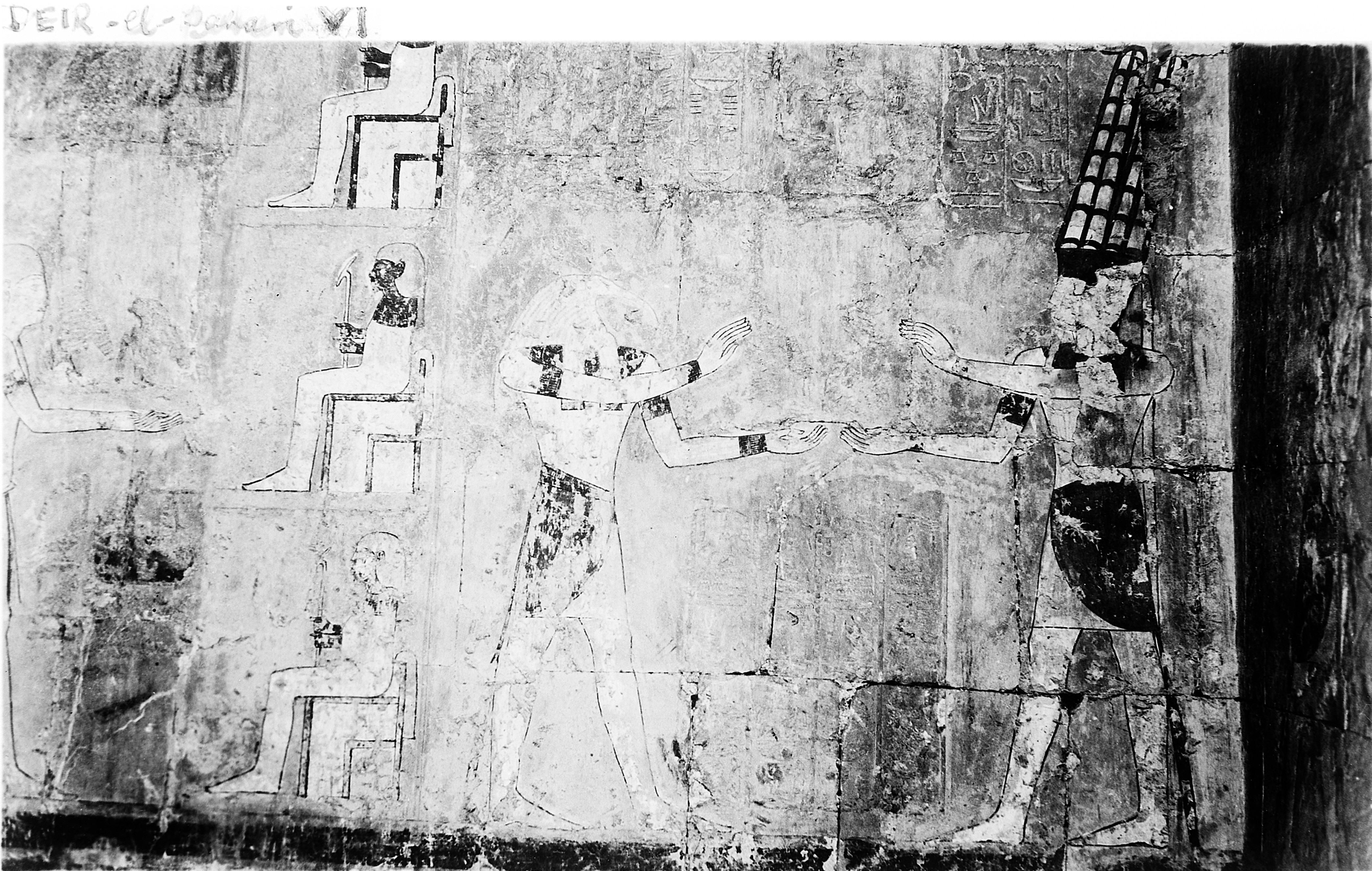
Ciclo del mito della nascita divina di Hatshepsut. Il dio della conoscenza Thot, al centro, presenta ad Amon la figlia appena nata[80].

## Morte, mummificazione e sepoltura

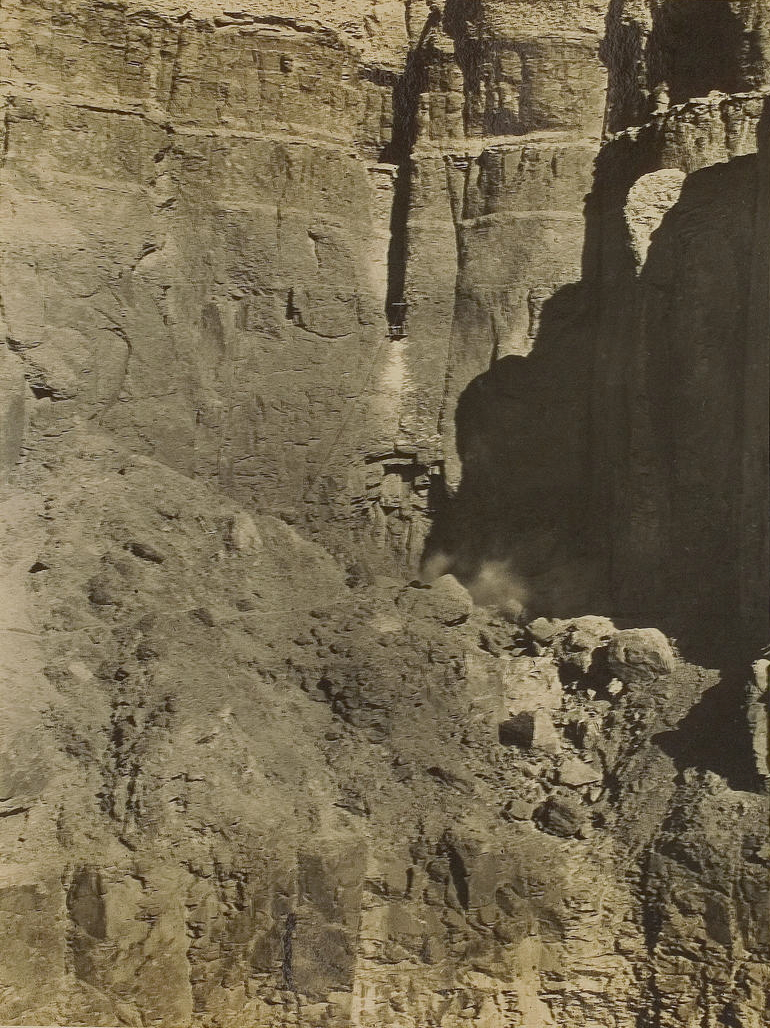
L'impervio ingresso della tomba originaria di Hatshepsut, la KV20 della Valle dei Re, in una fotografia d'epoca (1922) di Harry Burton.

### Epoca e causa della morte
Hatshepsut morì in età matura, intorno al suo 22º anno di regno. La data precisa della morte di Hatshepsut - e la data in cui Thutmose III divenne finalmente faraone d'Egitto - è ritenuta essere il "22º anno di regno, II mese di Peret, 10º giorno", come attesta una stele rinvenuta a Ermonti: il 16 gennaio 1458 a.C. Nessuna fonte contemporanea menziona la causa della sua morte. Qualora la recente identificazione della sua mummia fosse corretta, l'analisi medica indicherebbe che Hatshepsut avrebbe sofferto di diabete e di un cancro alle ossa che si sarebbe diffuso nel corpo della sovrana cinquantenne; sarebbe stata inoltre affetta dall'artrite e da una pessima dentatura.

### Traslazione in varie tombe (KV20, KV60)
Hatshepsut aveva intrapreso la costruzione della propria tomba quando era ancora "Grande sposa reale" di Thutmose II: Le dimensioni di quest'ultima sepoltura non si addicevano però a un faraone: così, quando ascese al trono, cominciò a edificare un nuovo complesso funerario, molto più maestoso. La tomba KV20 della Valle dei Re, originariamente creata per suo padre Thutmose I (forse la più antica di tutta la Valle), fu così ingrandita e fornita di una nuova camera sepolcrale per questo scopo. Rinnovò la tomba del padre e la predispose per una doppia sepoltura: appunto per accogliere la propria mummia e quella del padre. Thutmose I fu deposto in un nuovo sarcofago originariamente destinato a Hatshepsut. Sembra assai verosimile che, al momento della sua morte, il suo desiderio sia stato esaudito, venendo inumata accanto a Thutmose I nella KV20. Durante il regno del nipote Thutmose III, però, fu decisa la traslazione di Thutmose I nella nuova tomba KV38, con un nuovo corredo funerario. Di conseguenza, Hatshepsut potrebbe essere stata spostata nella tomba (KV60) della sua balia Sitra. Un possibile promotore di questi spostamenti potrebbe essere stato Amenofi II, figlio di Thutmose III e di una sposa secondaria, nel tentativo di rinsaldare i propri diritti di successione. Al di là degli oggetti rinvenuti da Howard Carter durante la sua esplorazione della KV20, nel 1903, elementi provenienti dal corredo funerario di Hatshepsut sono stati trovati altrove: una testiera di letto (sovente scambiata per un trono), un gioco da tavolo chiamato senet, pedine da gioco in diaspro rosso recanti i suoi titoli faraonici, un anello con sigillo e una statuetta ushabti frammentaria recante il suo nome. Nel famoso nascondiglio delle mummie reali a Deir el-Bahari è stato rinvenuto uno scrigno per vasi canopi, in avorio, recante il nome "Hatshepsut" e contenente un fegato (o una milza) mummificato e un molare con una sola parte della radice. Fra le mummie del nascondiglio di Deir el-Bahari ve n'era però una appartenente a una nobildonna della XXI dinastia omonima di Hatshepsut, e inizialmente si credette che lo scrigno appartenesse a quest'ultima.

### Identificazione della mummia
Nel 1903, Howard Carter portò alla luce una tomba (KV60) della Valle dei Re in cui giacevano le mummie di due donne, una identificata con la balia di Hatshepsut, Sitra, e l'altra mai riconosciuta (si tratta di una donna di mezz'età, obesa, dalla pessima dentatura e dai capelli ramati, alta poco meno di 1 metro e 60 centimetri). Quest'ultima salma ignota, con una postura di mummificazione tipica dei membri della famiglia reale, è stata prelevata nella primavera del 2007 da parte del dottor Zahi Hawass del Supremo Consiglio delle Antichità e portata nel Museo egizio del Cairo per essere analizzata. Alla mummia mancava un dente, perfettamente combaciante con il molare trovato nello scrigno canopico di Deir el-Bahari (la parte di radice mancante è ancora nella mascella della mummia, il che ha fugato gli ultimi dubbi sul suo riconoscimento). La sua morte è stata attribuita all'uso di una pomata cancerogena, che l'avrebbe portata a sviluppare il tumore osseo che la uccise. Helmut Wiedenfeld, dell'Istituto Farmaceutico dell'Università di Bonn, ha affermato:
(Helmut Wiedenfeld)

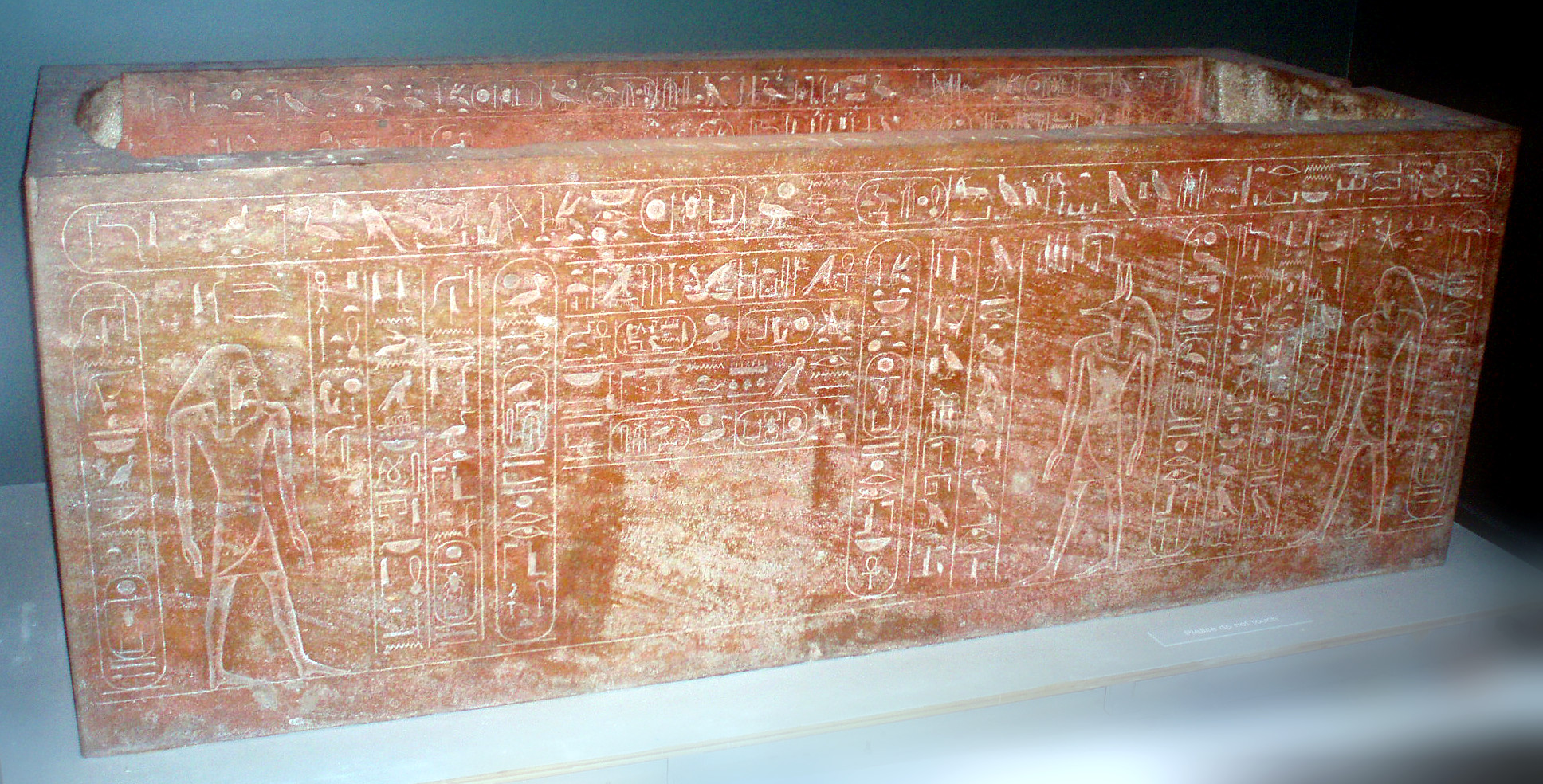
Il sarcofago di Thutmose I in quarzite, originariamente destinato alle spoglie di Hatshepsut, poi destinato al padre Thutmose I, ivi deposto. Donato da Theodore Davis al Museum of Fine Arts di Boston nel 1905.

Il 3 aprile 2021 la sua mummia è stata traslata con la Parata d'oro dei faraoni dal vecchio Museo Egizio al nuovo Museo nazionale della Civiltà egiziana.

## Damnatio memoriaee progressiva riscoperta

### Distruzione dei monumenti

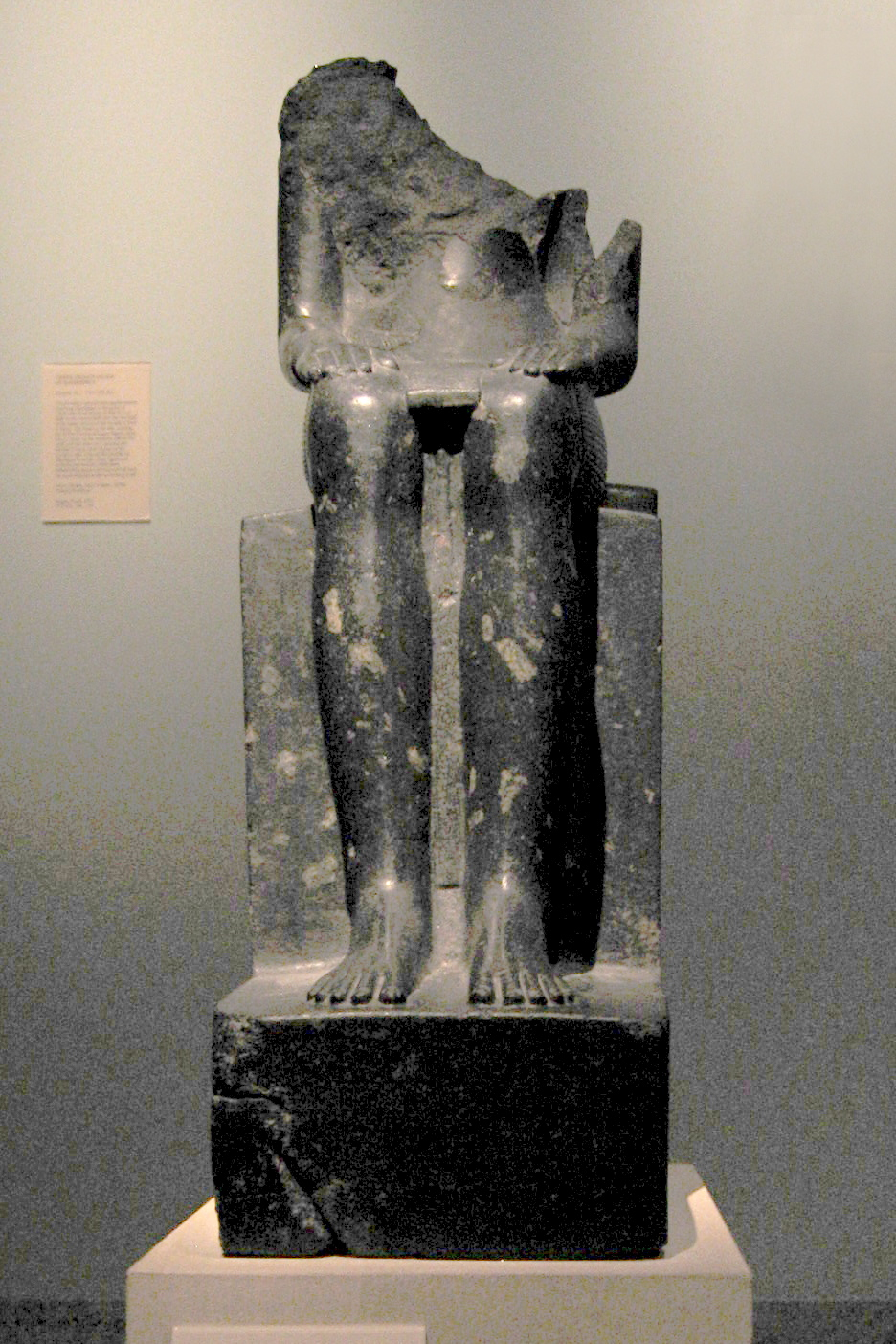
Statua di Hatshepsut in granito, colpita violentemente dalla damnatio memoriae della sovrana. Metropolitan Museum of Art, New York.

Verso la fine del regno di Thutmose III e durante quello del figlio Amenofi II, ebbe inizio la graduale cancellazione di Hatshepsut da alcuni monumenti e da alcune cronache faraoniche. L'eliminazione della sua figura e dei suoi cartigli fu compiuta nel modo più "letterale" possibile, lasciando sovente intatto il contesto: la sua sagoma o le sagome dei geroglifici dei suoi nomi rimasero ben riconoscibili (si veda, per esempio, qui Archiviato il 30 agosto 2021 in Internet Archive. e qui Archiviato il 30 agosto 2021 in Internet Archive.). Numerose sue sculture, d'altro canto, furono ridotte in frantumi. Presso il Tempio di Deir el-Bahari, molte statue furono rimosse e frantumate o sfigurate, per poi essere sepolte in un pozzo. A Karnak si tentò di nascondere con un muro un suo obelisco. È chiaro che buona parte di tale distruzione ed emendazione dei documenti storici sulla controversa sovrana ebbe luogo già sotto Thutmose III (regno: 1479 de iure/1458 de facto - 1425 a.C.), anche se la causa scatenante resta incerta, al di là della convenzionale auto-promozione a discapito dei predecessori propria di numerosissimi faraoni e dei loro amministratori e, forse, nel tentativo di risparmiare risorse per la costruzione della tomba di Thutmose III, riutilizzando quella di Hatshepsut.

#### Ipotesi di Amenofi II come fautore delladamnatio memoriae
Amenofi II (regno: 1427 - 1401 a.C.), figlio di Thutmose III, che regnò come coreggente durante gli ultimi anni di regno del padre, è ritenuto da alcuni il vero promotore della cancellazione di Hatshepsut nell'ultimo periodo della vita del vecchio (o malato) Thutmose III. L'egittologo italiano Franco Cimmino ha così definito il carattere di Amenofi II:
(Franco Cimmino)

Il suo movente potrebbe essere stata l'incertezza del proprio diritto a regnare, in quanto figlio di una sposa secondaria e non della "Grande sposa reale". Certamente si sostituì alla sovrana, morta decenni prima, attribuendosi molte sue imprese e sostituendosi a lei nelle raffigurazioni. Del tutto insolitamente, Amenofi II non registrò i nomi delle sue spose, eliminò i titoli e i prestigiosi ruoli delle donne della famiglia reale e diminuì drasticamente l'influenza della carica di "Divina Sposa di Amon", detenuta allora da sua sorella Meritamon (sembra che, legandosi principalmente a donne esterne alla famiglia reale, Amenofi II abbia cercato di interrompere la linea dinastica; la sua unica moglie conosciuta fu una donna di incerte origini, di nome Tiaa). 

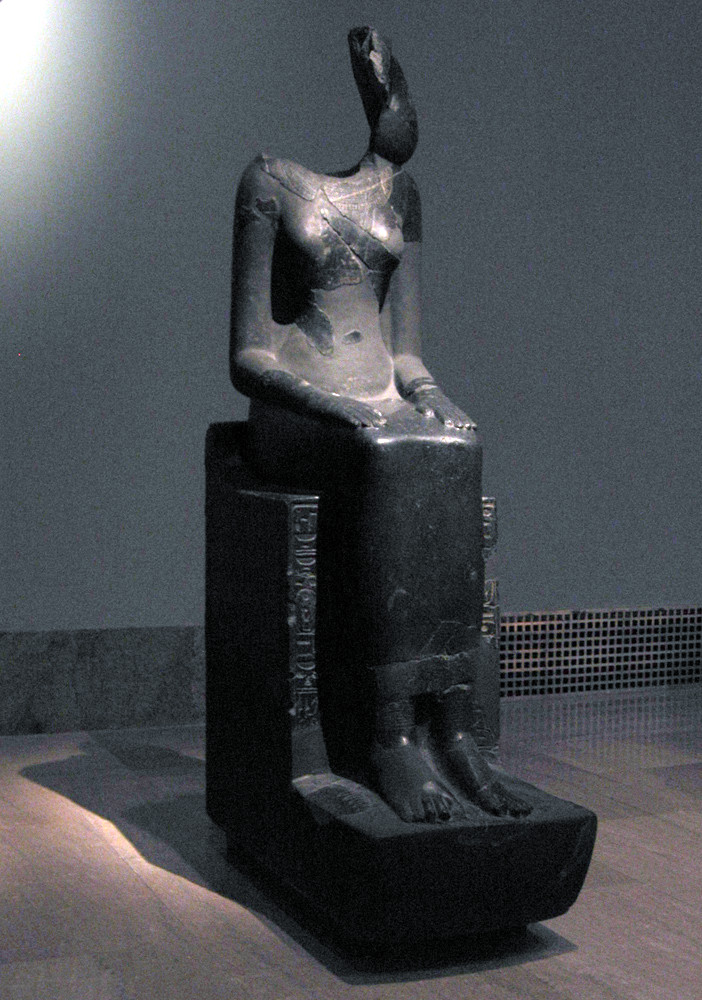
Statua di Hatshepsut in granito, ridotta in frantumi e parzialmente ricomposta. Metropolitan Museum of Art, New York.

#### Ipotesi di Thutmose III come fautore delladamnatio memoriae

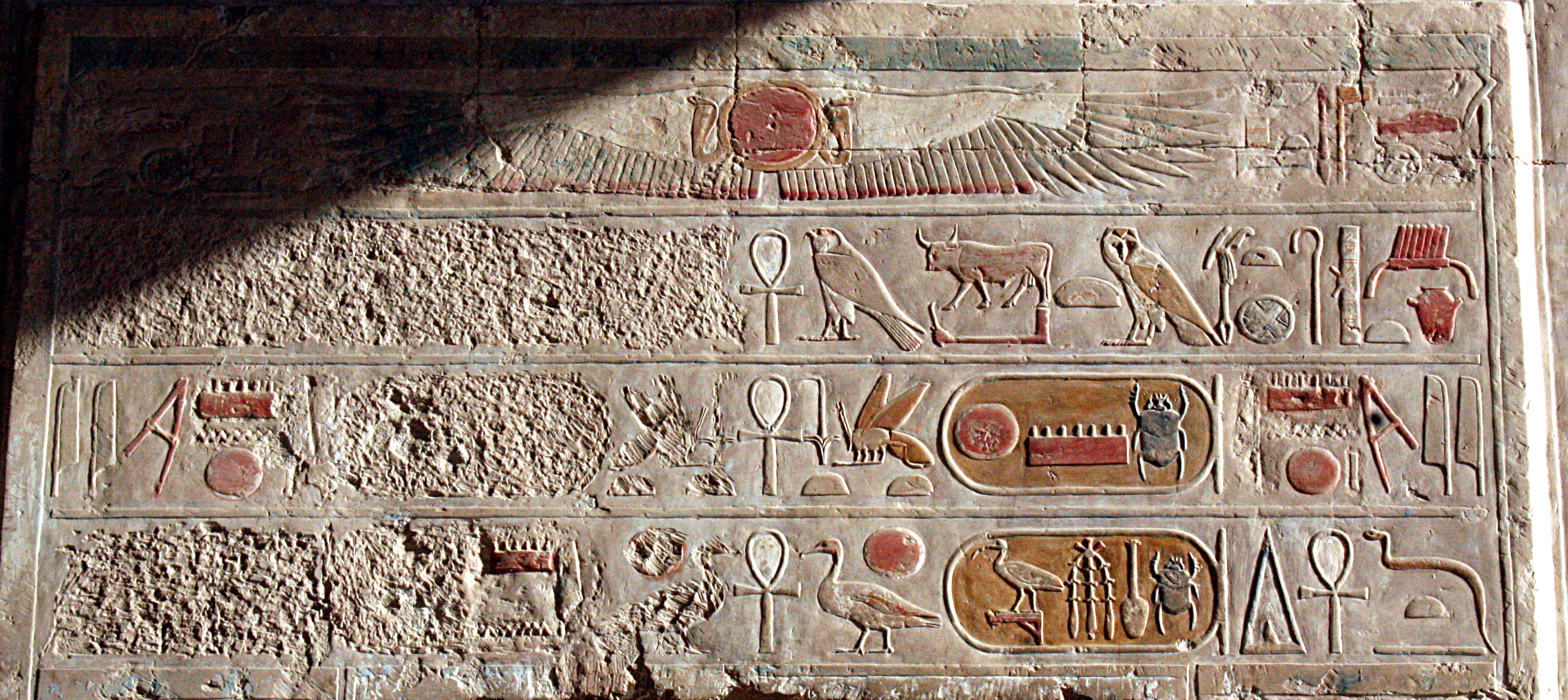
A sinistra, i nomi di Hatshepsut raschiati e cancellati (a destra, invece, quelli di Thutmose III lasciati intatti), al di sotto del Disco solare alato. Da un rilievo nel Tempio di Deir el-Bahari.

Per molti anni, presumendo che Thutmose III abbia agito senza rancore una volta diventato faraone (febbraio 1458 a.C.), i primi egittologi lessero queste censure della sovrana come un qualcosa di simile alla damnatio memoriae nell'antica Roma. Tale scenario si adattava all'immagine di un Thutmose III riluttante a spartire per anni il potere con la zia/matrigna. Si tratta però di una interpretazione semplicistica. Sembra inverosimile che Thutmose III - non solo uno dei faraoni di maggior successo della storia egizia, ma anche un acclamato atleta, scrittore, storico, botanico (vedi Giardino botanico di Thutmose III) e architetto - abbia permesso che Hatshepsut usurpasse il suo trono per due decenni. Cimmino aggiunge:
(Franco Cimmino)

Il raschiamento delle immagini e dei nomi di Hatshepsut fu sporadico e procedette in ordine piuttosto casuale: solo le figure più visibili e accessibili furono rimosse (in caso contrario, se la distruzione fosse stata meticolosa e completa, non avremmo una così ricca iconografia della sovrana). Thutmose III morì prima che tali cambiamenti fossero terminati, ma probabilmente non volle mai una cancellazione totale del ricordo di Hatshespsut. Di fatto, non ci sono prove che Thutmose III provasse odio o risentimento nei confronti della zia/matrigna: se così fosse stato, in quanto comandante supremo dell'esercito (posizione conferitagli dalla stessa Hatshepsut, che evidentemente non aveva dubbi circa la fedeltà del nipote) avrebbe potuto facilmente attuare un energico colpo di Stato per deporre la sovrana e impadronirsi del trono del proprio padre. L'egittologo canadese Donald Redford ha annotato: 
(Donald Redford)

### Ipotesi di Joyce Tyldesley
Studiosi come Joyce Tyldesley hanno contemplato la possibilità che Thutmose III possa aver deciso, verso la fine della sua vita e senza rancore, di relegare semplicemente Hatshepsut al suo ruolo istituzionale di reggente - che altro non era che il ruolo tradizionale delle donne più potenti della storia egizia, come Ahhotep I e Ahmose Nefertari - e non di faraone. Tyldesley sostiene che, eliminando le tracce più evidenti del regno di Hatshepsut come faraone-donna e riducendola a sua semplice coreggente, Thutmose III avrebbe potuto agevolmente reclamare la successione da Thutmose II senza alcuna interferenza della zia/matrigna. 

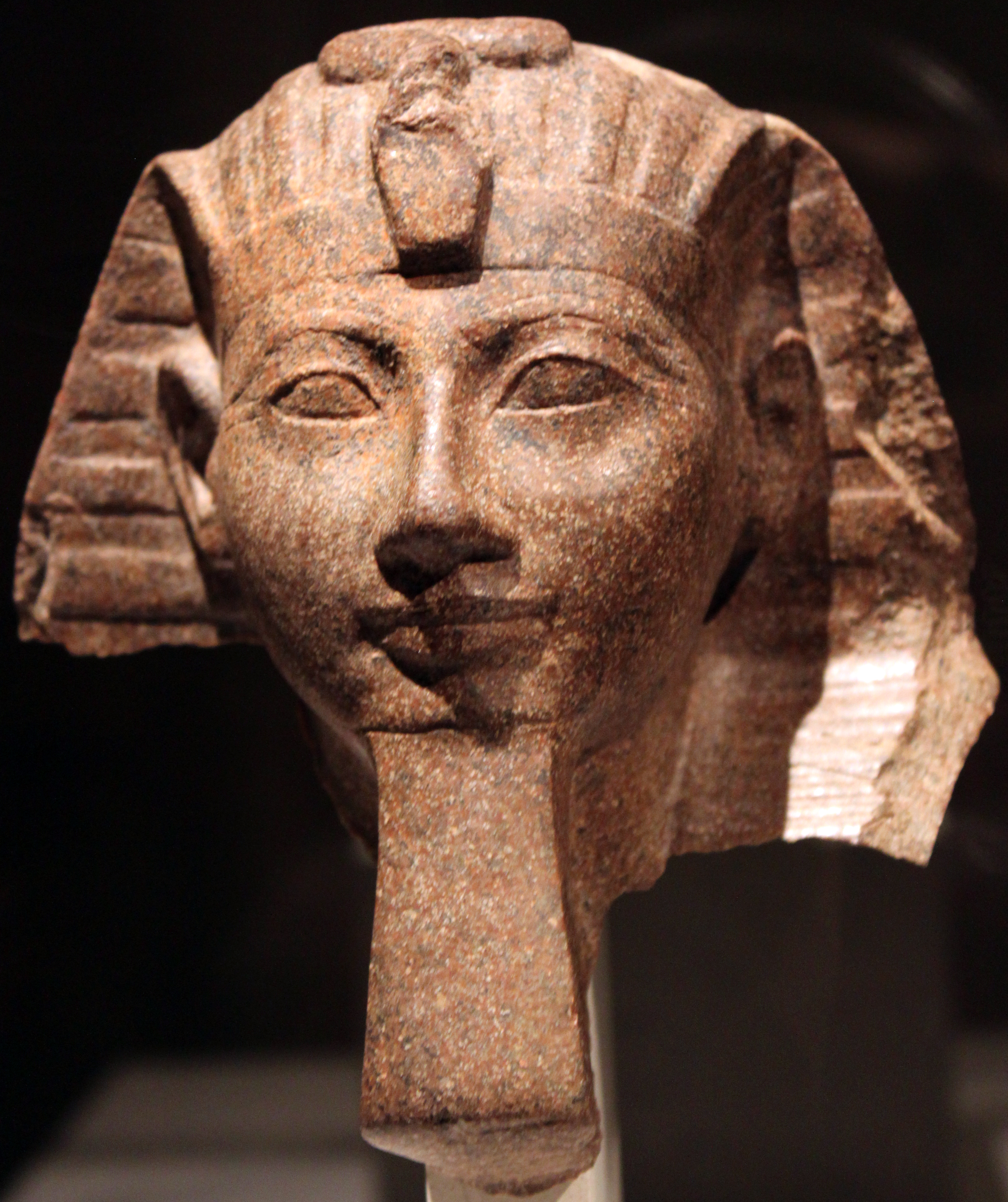
Testa di Hatshepsut o Thutmose III. Ägyptisches Museum und Papyrussammlung, Neues Museum, Berlino.

La raschiatura e la martellatura deliberate di numerosi monumenti che celebravano i traguardi di Hatshepsut (ma non di quelli nascosti agli occhi popolari) furono probabilmente mirate a oscurare le realizzazioni della sovrana anziché eliminarle completamente dalla storia. Inoltre, nell'ultima parte del regno di Thutmose III, i più alti funzionari del tempo di Hatshepsut dovevano essere morti, annullando così una forte resistenza religiosa e burocratica a ogni possibile attentato alla memoria della loro signora. L'uomo più eminente del regno di Hatshepsut, il suo braccio destro Senenmut, scompare improvvisamente dalle fonti (probabilmente morendo) tra il 16º e il 20º anno di regno della sovrana, senza essere mai inumato in alcuna delle due tombe che si era minuziosamente preparato nel corso della sua vita. Secondo quanto ha scritto Tyldesley, l'enigma della repentina scomparsa di Senenmut "ha stimolato gli egittologi per decenni" a causa del silenzio delle fonti al riguardo, e ha permesso "alla vivace immaginazione degli studiosi di Senenmut di sbizzarrirsi" producendosi in una vasta serie di soluzioni "alcune delle quali accrediterebbero immaginarie trame di intrighi od omicidi". In mezzo a tale scenario, i nuovi funzionari della corte, che dovevano la loro fortuna a Thutmose III, avrebbero avuto interessi pratici nell'esaltare le imprese del loro signore, per assicurarsi avanzamenti di carriera e benefici. 

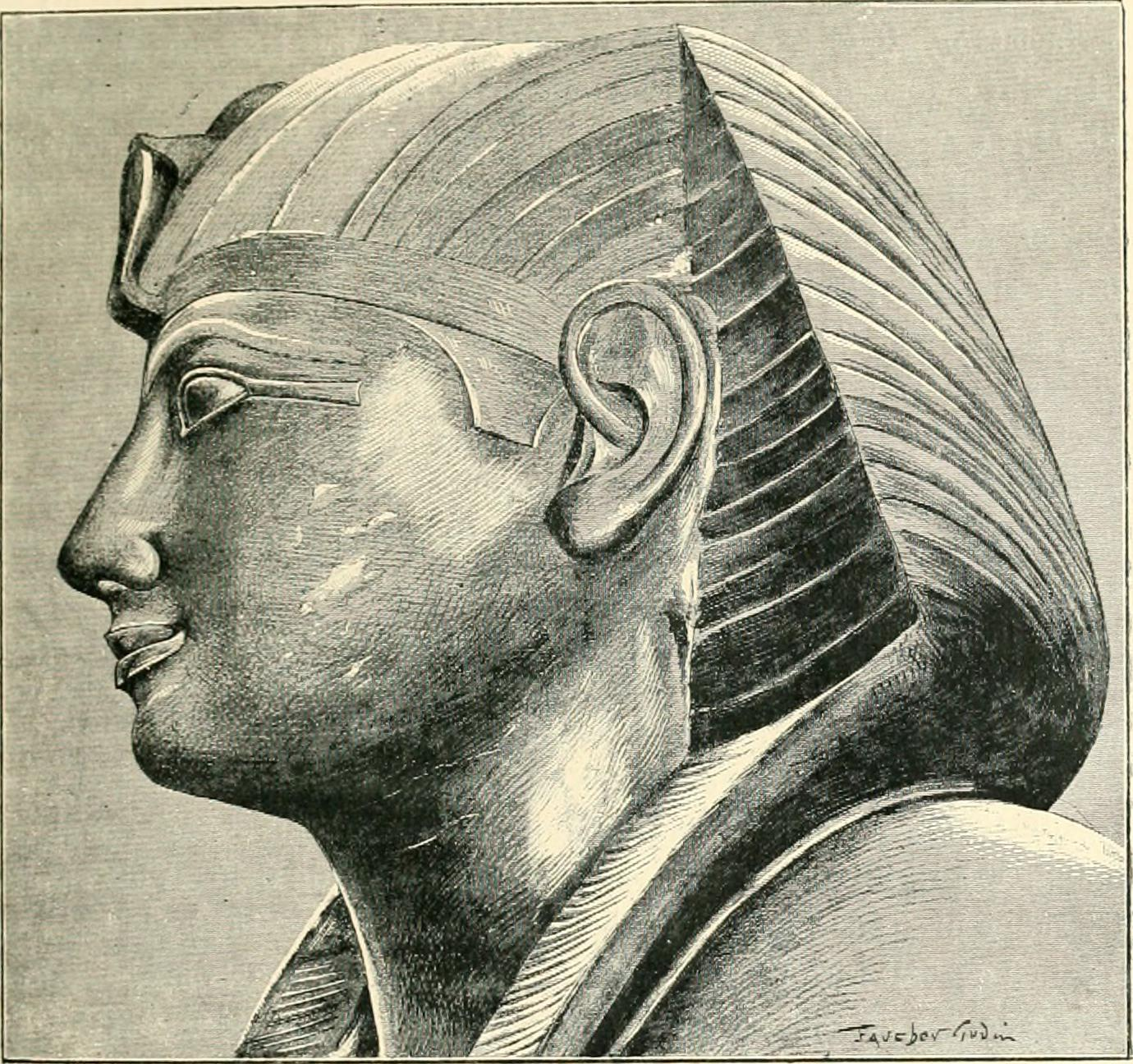
Thutmose III in un'incisione di fine '800.

Presumendo che il promotore della damnatio memoriae sia stato Thutmose III (anziché il suo erede e coreggente), Tyldesley ha inoltre formulato l'ipotesi che la raschiatura delle effigi di Hatshepsut sarebbe stato un tentativo freddo e razionale di affievolire il ricordo di "un re-donna anticonvenzionale il cui regno avrebbe potuto essere visto dalle generazioni future come una grave offesa a Maat, e la cui reggenza per niente ortodossa" avrebbe potuto "generare seri dubbi sulla legittimità del suo [di Thutmose III] diritto a regnare. Il crimine di Hatshepsut altro non doveva essere che fu una donna". La teoria di Tyldesley vuole che Thutmose III abbia paventato l'eventualità che il ricordo di un faraone-donna di successo avrebbe dimostrato che una donna fosse in grado di governare l'Egitto come un tradizionale sovrano maschile, il che avrebbe potuto persuadere "le future generazioni di potenziali, forti faraoni-donne" a "non accontentarsi dei loro ruoli tradizionali di mogli, sorelle e infine madri di re" e, quindi, le avrebbe spinte ad aspirare alla corona. La Dr.ssa Tyldesley ha ipotizzato che Thutmose III possa aver tralasciato la vicenda storica, relativamente recente e certamente nota a Thutmose III, di una donna che era stata faraone - Nefrusobek, del Medio Regno - per il fatto che aveva regnato brevemente, forse quattro anni, e che aveva governato "negli ultimissimi momenti di una dinastia che si stava dissolvendo, e che fin dall'inizio del suo regno gli eventi si erano rivoltati contro di lei. Era quindi [una figura] accettabile, per gli egizi conservatori, come una patriottica 'Regina Guerriera' che aveva fallito" il suo tentativo di risollevare le sorti dell'Egitto e della dinastia.

### Indizi testuali

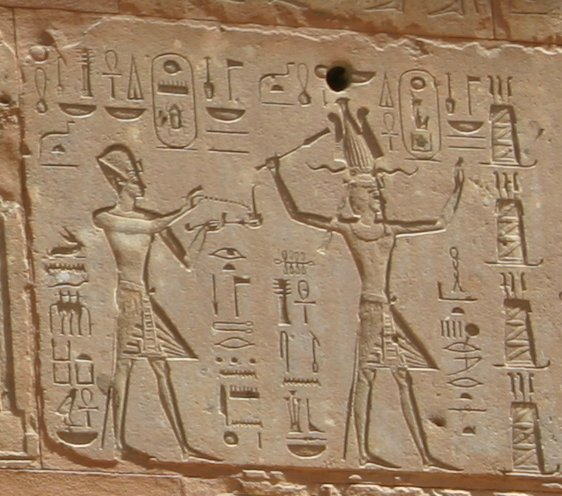
Thutmose III, a sinistra, e Hatshepsut in un rilievo nella Cappella Rossa di Karnak.

La martellatura del nome di Hatshepsut - indipendentemente dalle motivazioni di tale gesto e dal suo mandante - causò quasi la scomparsa della figura della controversa sovrana dalla storiografia egizia. Quando gli egittologi ottocenteschi cominciarono a interpretare i testi sulle pareti del Tempio di Deir el-Bahari, le loro traduzioni si rivelarono prive di senso, in quanto termini femminili commentavano e descrivevano raffigurazioni di un faraone apparentemente maschile. Jean-François Champollion, il francese che decodificò i geroglifici, non fu l'unico a sentirsi confuso di fronte all'ovvia discrepanza tra le parole e i rilievi:
(Jean-François Champollion)

## Confronti con altre sovrane egizie
Benché fosse insolito il governo autonomo o semi-autonomo di una donna in Egitto, la situazione di Hatshepsut non fu senza precedenti. Nelle vesti di reggente, Hatshepsut ebbe un precedente in Mer(it)neith (ca. 3100 a.C.) della I dinastia, che fu sepolta come un faraone e potrebbe aver regnato autonomamente, mentre Nimaathap della III dinastia fu probabilmente la vedova di re Khasekhemui, ma agì sicuramente come reggente per il figlio Djoser (regno: 2680 - 2660 a.C.) e, forse, come sovrana di proprio diritto. Nitocris (ca. 2200 a.C.?) potrebbe essere stata l'ultima sovrana della VI dinastia, ma un'opinione piuttosto diffusa fra gli egittologi tende a escludere che sia realmente esistita, probabilmente frutto di una svista nella lettura delle fonti. Il suo nome compare nelle Storie del greco Erodoto e del sacerdote ellenistico Manetone, ma su nessun monumento egizio. La regina Nefrusobek (1797 - 1793 a.C. oppure 1806 - 1802 a.C.), l'ultima della XII dinastia, assunse il titolo di "Signora dell'Alto e Basso Egitto" tre secoli prima di Hatshepsut. Ahhotep I, venerata come una regina guerriera, agì come reggente fra i regni dei suoi due figli Kamose e Ahmose I (regno: 1549 - 1525 a.C.), tra la fine della XVII dinastia e l'inizio della XVIII (la dinastia di Hatshepsut). Amenofi I (regno: 1525 - 1504 a.C.), altro predecessore di Hatshepsut nella XVIII dinastia, divenne probabilmente faraone in giovanissima età, motivo per cui la madre Ahmose Nefertari (forse nonna o bisnonna materna di Hatshepsut) governò come sua reggente. Altre donne i cui possibili regni come faraoni-donne sono oggetto di studio annoverano il possibile coreggente femminile e successore (1334/1332 a.C.) di Akhenaton, di nome Neferneferuaton, e la regina Tausert (1191 - 1189 a.C.), che concluse la XIX dinastia. Fra le ultime dinastie, non native dell'Egitto, l'esempio più notevole è Cleopatra VII (51 - 30 a.C.), considerata l'ultimo dei faraoni, anche se non fu mai di fatto l'unica sovrana dell'Egitto, avendo regnato insieme al padre (Tolomeo XII Aulete), al fratello (Tolomeo XIII Teo Filopatore), al fratello-marito (Tolomeo XIV) e al figlio (Tolomeo XV Cesare).

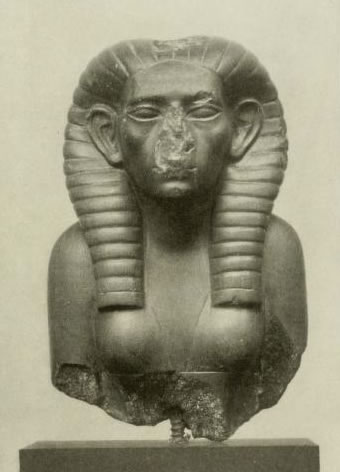
Busto di Nefrusobek, già all'Ägyptisches Museum und Papyrussammlung, perduta nella Seconda Guerra Mondiale.
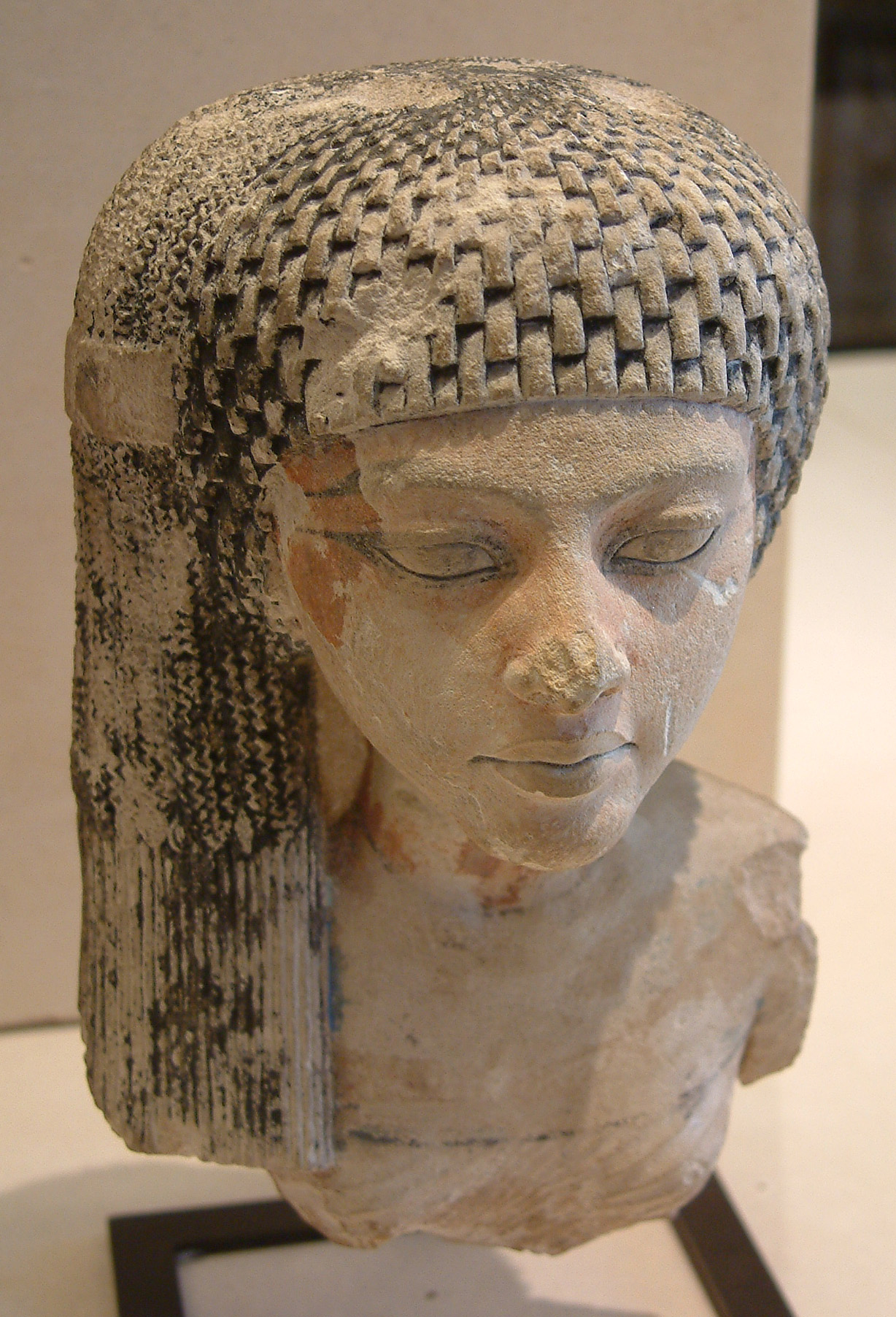
Possibile testa di Merytaton, candidata all'identificazione con Neferneferuaton. Museo del Louvre, Parigi.
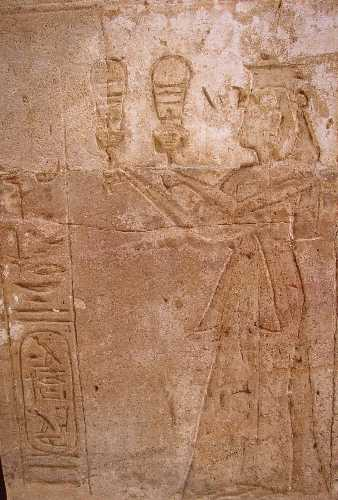
Tausert nelle vesti di sacerdotessa, con un modio sul capo, mentre suona un sistro. Tempio di Amada, Nubia.
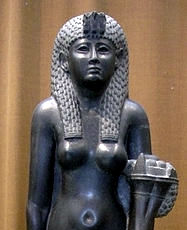
Statua di Cleopatra VII in basalto. Ermitage, San Pietroburgo.

## Liste reali
| Nome Horo  | Giuseppe Flavio | anni di regno | Sesto Africano | anni di regno |
| ---------- | --------------- | ------------- | -------------- | ------------- |
| Useret-kau | Amessis         | 21            | Amensis        | 22            |

## La figura di Hatshepsut nella letteratura moderna
Il personaggio di Hatshepsut compare in svariati romanzi, fra cui:
- Moyra Caldecott, Hatshepsut: daughter of Amun, Bladud Books, 2004.
- Stefano D'Arrigo, Cima delle nobildonne, Milano, Mondadori, 1985.
- Ingeborg Bachmann, Il caso Franza: Requiem per Fanny Goldmann, traduzione di Magda Olivetti, Milano, Adelphi, 1988.
- Paul Doherty, La maschera di Ra, vol.1, Mantova, Il Giallo Mondadori, 1998.
- Paul Doherty, Il tempio di Horus, vol.2, Mantova, Il Giallo Mondadori, 1999.
- Paul Doherty, I delitti di Anubi, vol.3, Mantova, Il Giallo Mondadori, 2000.
- Paul Doherty, Le dieci coppe dello scorpione, vol.4, Mantova, I Classici del Giallo Mondadori, 2002.
- Paul Doherty, Gli assassini di Iside, vol.5, Mantova, I Classici del Giallo Mondadori, 2004.
- Eloise Jarvis McGraw, Pharaoh, Coward-McCann, 1958.
- Salvatore Francone, I due cartigli, Alk Libri, 2004
- Salvatore Francone, Maatkare la figlia del dio, Lulu, 2005.
- Christiane Desroches Noblecourt, La regina misteriosa, Sperling & Kupfer, Milano 2003.
- Franco Cimmino, Hašepsowe e Thutmosis III, Rusconi, Milano 1994.
- Roberto Giacobbo, La donna faraone, Mondadori, Milano 2014.
- Pauline Gedge, La figlia del mattino, Sonzogno, 1998  [1977], ISBN 978-88-454-1072-7.
- Eloise Jarvis McGraw: Mara: Daughter of the Nile. New York: Puffin. 1985. ISBN 978-0-14-031929-3.
- Patricia L. O'Neil - The Hatshepsut Trilogy: 1. Her Majesty the King. New Holland Publishers (Australia). 2010. ISBN 978-1-921517-08-2. 2. The Horus Throne. New Holland Publishers (Australia). 2010. ISBN 978-1-921517-10-5. 3. The Eye of Re. New Holland Publishers (Australia). 2011. ISBN 978-1-74257-194-2.
- Lauren Haney - Lieutenant Bak: 1. The Right Hand of Amon (1997). 2. A Face Turned Backward (1999). 3. A Vile Justice (1999) 4. A Curse of Silence (2000) (1999) 5. A Place of Darkness (1999) 6. A Cruel Deceit (1999) 7. Flesh of the God (1999) 8. A Path of Shadows (1999)
- Marek Halter: Zipporah: Wife of Moses. New York: Crown. 2005. ISBN 978-1-4000-5279-0.
- Christian Jacq, La regina d'oro: La storia di Hatshepsut, la donna che diventò faraone, Tre60, 2021, ISBN 978-88-670-2690-6.

Il Tenente Bak è una serie di novelle del mistero ambientate durante il suo regno. 
Nella seconda metà del XX secolo, con lo sviluppo del movimento femminista, le donne con un ruolo preminente nell'antichità vennero alla luce e la loro vita venne enormemente pubblicizzata.
La biografia di Hatshepsut, scritta da Evelyn Wells, offre un'immagine romanzata, dipingendo la regina come una bellissima donna, pacifista, definendola "la prima grande donna nella storia" distaccandosi quindi decisamente dall'immagine maggiormente accreditata nel XIX secolo, che voleva Hatshepsut come un'assetata di potere, una matrigna che aveva usurpato il trono di Thutmose III.

### Altri riferimenti al nome di Hatshepsut
Nel 1960 un piccolo asteroide, scoperto da Cornelis Johannes van Houten, Ingrid van Houten-Groeneveld e Tom Gehrels fu chiamato 2436 Hatshepsut in suo onore.
Nella serie Sid Meier's Civilization, Hatshepsut è il leader della civiltà egizia nel terzo capitolo, e condivide tale ruolo con Ramsete II nel quarto. Il suo tempio funebre è invece riprodotto nel videogioco Serious Sam.
Hatshepsut è inoltre la protagonista del manga La regina d'Egitto.